# Світовий Тур ATP 2011
Світовий Тур ATP 2011 - всесвітній елітний професійний цикл тенісних турнірів, організований Асоціацією тенісистів-професіоналів. У 2011 році календар включав чотири турніри Великого шолому (проводяться Міжнародною федерацією тенісу), турніри серії Мастерс, турніри категорій 500, 250.  Також до Туру входили Кубок Девіса та Фінал Світового Туру ATP. Крім того, до офіційного переліку турнірів входить Кубок Гопмана, за який очки учасникам не нараховуються.

## Розклад
Нижче наведено повний розклад турнірів на 2011 рік, включаючи перелік тенісистів, які дійшли на турнірах щонайменше до чвертьфіналу.
Легенда
| Турніри Великого шолома       |
| Фінал Світового Туру ATP      |
| Світовий Тур ATP Мастерс 1000 |
| Світовий Тур ATP 500          |
| Світовий Тур ATP 250          |
| Командні змагання             |

### Січень
| Тиждень           | Турнір | Переможець                                        | Фіналіст                             | Півфіналісти                                             | Чвертьфіналісти                                                                   |
| ----------------- | --- | ------------------------------------------------- | ------------------------------------ | -------------------------------------------------------- | --------------------------------------------------------------------------------- |
| 3 січня           | Hyundai Hopman Cup Перт, Австралія ITF Mixed Team Championships A$1,000,000 – Тверде (i) – 8 teams (RR)                                                    | США · 2–1                                         | Бельгія                              | Круговий турнір (Група A) Сербія · Австралія · Казахстан | Круговий турнір (Група B) Франція · Італія · Велика Британія                      |
| 3 січня           | Brisbane International Брисбен, Австралія ATP World Tour 250 $372,500 – Тверде – 32S/16D Одиночний розряд – Парний розряд                                  | Робін Содерлінг 6–3, 7–5                          | Енді Роддік                          | Радек Штепанек Кевін Андерсон                            | Меттью Ебден Флоріан Маєр (тенісист) Сантьяго Хіральдо Маркос Багдатіс            |
| 3 січня           | Brisbane International Брисбен, Австралія ATP World Tour 250 $372,500 – Тверде – 32S/16D Одиночний розряд – Парний розряд                                  | Лукаш Длоуги Пол Генлі 6–4, (ret)[b]              | Роберт Ліндстедт Горія Текеу         | Радек Штепанек Кевін Андерсон                            | Меттью Ебден Флоріан Маєр (тенісист) Сантьяго Хіральдо Маркос Багдатіс            |
| 3 січня           | Aircel Chennai Open Ченнаї, Індія ATP World Tour 250 $398,250 – Тверде – 32S/16D Одиночний розряд – Парний розряд                                          | Стен Вавринка 7–5, 4–6, 6–1                       | Ксав'є Малісс                        | Томаш Бердих Янко Типсаревич                             | Блаж Кавчич Робін Гаасе Бйорн Фау Нішікорі Кеі                                    |
| 3 січня           | Aircel Chennai Open Ченнаї, Індія ATP World Tour 250 $398,250 – Тверде – 32S/16D Одиночний розряд – Парний розряд                                          | Магеш Бгупаті Леандер Паес 6–2, 6–7(3–7), [10–7]  | Робін Гаасе Девід Мартін             | Томаш Бердих Янко Типсаревич                             | Блаж Кавчич Робін Гаасе Бйорн Фау Нішікорі Кеі                                    |
| 3 січня           | Qatar ExxonMobil Open Доха, Катар ATP World Tour 250 $1,024,000 – Тверде – 32S/16D Одиночний розряд – Парний розряд                                        | Роджер Федерер 6–3, 6–4                           | Микола Давиденко                     | Рафаель Надаль Жо-Вілфрід Тсонга                         | Ернестс Гулбіс Іво Карлович Гільєрмо Гарсія-Лопес Віктор Троїцький                |
| 3 січня           | Qatar ExxonMobil Open Доха, Катар ATP World Tour 250 $1,024,000 – Тверде – 32S/16D Одиночний розряд – Парний розряд                                        | Марк Лопес Таррес Рафаель Надаль 6–3, 7–6(7–4)    | Даніеле Браччалі Андреас Сеппі       | Рафаель Надаль Жо-Вілфрід Тсонга                         | Ернестс Гулбіс Іво Карлович Гільєрмо Гарсія-Лопес Віктор Троїцький                |
| 10 січня          | Medibank International Sydney Сідней, Австралія ATP World Tour 250 $372,500 – Тверде – 28S/16D Одиночний розряд – Парний розряд                            | Жиль Сімон 7–5, 7–6(7–4)                          | Віктор Троїцький                     | Ернестс Гулбіс Флоріан Маєр (тенісист)                   | Олександр Долгополов Сергій Стаховський Рішар Гаске Потіто Стараче                |
| 10 січня          | Medibank International Sydney Сідней, Австралія ATP World Tour 250 $372,500 – Тверде – 28S/16D Одиночний розряд – Парний розряд                            | Лукаш Длоуги Пол Генлі 6–7(6–8), 6–3, [10–5]      | Боб Браян Майк Браян                 | Ернестс Гулбіс Флоріан Маєр (тенісист)                   | Олександр Долгополов Сергій Стаховський Рішар Гаске Потіто Стараче                |
| 10 січня          | Heineken Open Окленд (Нова Зеландія), Нова Зеландія ATP World Tour 250 $355,500 – Тверде – 28S/16D Одиночний розряд – Парний розряд                        | Давид Феррер 6–3, 6–2                             | Давід Налбандян                      | Сантьяго Хіральдо Ніколас Альмагро                       | Філіпп Кольшрайбер Томас Беллуччі Джон Ізнер Адріан Маннаріно                     |
| 10 січня          | Heineken Open Окленд (Нова Зеландія), Нова Зеландія ATP World Tour 250 $355,500 – Тверде – 28S/16D Одиночний розряд – Парний розряд                        | Марсель Гранольєрс Томмі Робредо 6–4, 7–6(8–6)    | Юхан Брунстрем Стівен Гасс           | Сантьяго Хіральдо Ніколас Альмагро                       | Філіпп Кольшрайбер Томас Беллуччі Джон Ізнер Адріан Маннаріно                     |
| 17 січня 24 січня | Відкритий чемпіонат Австралії з тенісу Мельбурн, Австралія Grand Slam A$10,712,240 – Тверде 128S/164D/32X Одиночний розряд – Парний розряд – Парний розряд | Новак Джокович 6–4, 6–2, 6–3                      | Енді Маррей                          | Давид Феррер Роджер Федерер                              | Рафаель Надаль Олександр Долгополов Томаш Бердих Стен Вавринка                    |
| 17 січня 24 січня | Відкритий чемпіонат Австралії з тенісу Мельбурн, Австралія Grand Slam A$10,712,240 – Тверде 128S/164D/32X Одиночний розряд – Парний розряд – Парний розряд | Боб Браян Майк Браян 6–3, 6–4                     | Магеш Бгупаті Леандер Паес           | Давид Феррер Роджер Федерер                              | Рафаель Надаль Олександр Долгополов Томаш Бердих Стен Вавринка                    |
| 17 січня 24 січня | Відкритий чемпіонат Австралії з тенісу Мельбурн, Австралія Grand Slam A$10,712,240 – Тверде 128S/164D/32X Одиночний розряд – Парний розряд – Парний розряд | Деніел Нестор Катарина Среботнік 6–3, 3–6, [10–7] | Пол Генлі Латіша Чжань               | Давид Феррер Роджер Федерер                              | Рафаель Надаль Олександр Долгополов Томаш Бердих Стен Вавринка                    |
| 31 січня          | SA Tennis Open Йоганнесбург, ПАР ATP World Tour 250 $442,500 – Тверде – 32S/16D Одиночний розряд – Парний розряд                                           | Кевін Андерсон 4–6, 6–3, 6–2                      | Сомдев Девварман                     | Адріан Маннаріно Ізак ван дер Мерве                      | Френк Данцевич Кароль Бек Рік де Вуст Зімон Гройль                                |
| 31 січня          | SA Tennis Open Йоганнесбург, ПАР ATP World Tour 250 $442,500 – Тверде – 32S/16D Одиночний розряд – Парний розряд                                           | Джеймс Серретані Аділ Шамасдін 6–3, 3–6, [10–7]   | Скотт Ліпскі Ражів Рам               | Адріан Маннаріно Ізак ван дер Мерве                      | Френк Данцевич Кароль Бек Рік де Вуст Зімон Гройль                                |
| 31 січня          | PBZ Zagreb Indoors Загреб, Хорватія ATP World Tour 250 €398,250 – Тверде (i) – 28S/16D Одиночний розряд – Парний розряд                                    | Іван Додіг 6–3, 6–4                               | Міхаель Беррер                       | Флоріан Маєр (тенісист) Гільєрмо Гарсія-Лопес            | Марин Чилич Рішар Гаске Богомолов Олександр Олександрович (тенісист) Іван Любичич |
| 31 січня          | PBZ Zagreb Indoors Загреб, Хорватія ATP World Tour 250 €398,250 – Тверде (i) – 28S/16D Одиночний розряд – Парний розряд                                    | Дік Норман Горія Текеу 6–3, 6–4                   | Марсель Гранольєрс Марк Лопес Таррес | Флоріан Маєр (тенісист) Гільєрмо Гарсія-Лопес            | Марин Чилич Рішар Гаске Богомолов Олександр Олександрович (тенісист) Іван Любичич |
| 31 січня          | Movistar Open Сантьяго, Чилі ATP World Tour 250 $398,250 – Ґрунт – 32S/16D Одиночний розряд – Парний розряд                                                | Томмі Робредо 6–2, 2–6, 7–6(7–5)                  | Сантьяго Хіральдо                    | Потіто Стараче Фабіо Фоніні                              | Орасіо Себальйос Хуан Ігнасіо Чела Томас Беллуччі Максімо Гонсалес                |
| 31 січня          | Movistar Open Сантьяго, Чилі ATP World Tour 250 $398,250 – Ґрунт – 32S/16D Одиночний розряд – Парний розряд                                                | Марсело Мело Бруно Соарес 6–3, 7–6(7–3)           | Лукаш Кубот Олівер Марах             | Потіто Стараче Фабіо Фоніні                              | Орасіо Себальйос Хуан Ігнасіо Чела Томас Беллуччі Максімо Гонсалес                |

### Лютий
| Тиждень   | Турнір | Переможець | Фіналіст                                                                                      | Півфіналісти                           | Чвертьфіналісти                                                      |
| --------- | --- | --- | --------------------------------------------------------------------------------------------- | -------------------------------------- | -------------------------------------------------------------------- |
| 7 лютого  | ABN AMRO World Tennis Tournament Роттердам, Нідерланди ATP World Tour 500 €1,150,000 – Тверде (i) – 32S/16D Одиночний розряд – Парний розряд | Робін Содерлінг 6–3, 3–6, 6–3 | Жо-Вілфрід Тсонга                                                                             | Віктор Троїцький Іван Любичич          | Михайло Южний Марин Чилич Томаш Бердих Маркос Багдатіс               |
| 7 лютого  | ABN AMRO World Tennis Tournament Роттердам, Нідерланди ATP World Tour 500 €1,150,000 – Тверде (i) – 32S/16D Одиночний розряд – Парний розряд | Юрген Мельцер Філіпп Пецшнер 6–4, 3–6, [10–5] | Мікаель Льодра Ненад Зімоньїч[c]                                                              | Віктор Троїцький Іван Любичич          | Михайло Южний Марин Чилич Томаш Бердих Маркос Багдатіс               |
| 7 лютого  | SAP Open Сан-Хосе (Каліфорнія), США ATP World Tour 250 $531,000 – Тверде (i) – 32S/16D Одиночний розряд – Парний розряд | Милош Раонич[d] 7–6(8–6), 7–6(7–5) | Фернандо Вердаско                                                                             | Хуан Мартін дель Потро Гаель Монфіс[d] | Денис Істомін Ллейтон Г'юїтт Річардас Беранкіс Тім Смичек            |
| 7 лютого  | SAP Open Сан-Хосе (Каліфорнія), США ATP World Tour 250 $531,000 – Тверде (i) – 32S/16D Одиночний розряд – Парний розряд | Скотт Ліпскі Ражів Рам 6–4, 4–6, [10–8] | Алехандро Фалья Ксав'є Малісс                                                                 | Хуан Мартін дель Потро Гаель Монфіс[d] | Денис Істомін Ллейтон Г'юїтт Річардас Беранкіс Тім Смичек            |
| 7 лютого  | Brasil Open Costa do Sauípe, Бразилія ATP World Tour 250 $442,500 – Ґрунт – 28S/16D Одиночний розряд – Парний розряд | Ніколас Альмагро 6–3, 7–6(7–3) | Олександр Долгополов                                                                          | Хуан Ігнасіо Чела Рікардо Мелло        | Руї Мачадо Томас Беллуччі Потіто Стараче Пабло Андухар               |
| 7 лютого  | Brasil Open Costa do Sauípe, Бразилія ATP World Tour 250 $442,500 – Ґрунт – 28S/16D Одиночний розряд – Парний розряд | Марсело Мело Бруно Соарес 7–6(7–4), 6–3 | Пабло Андухар Даніель Хімено-Травер                                                           | Хуан Ігнасіо Чела Рікардо Мелло        | Руї Мачадо Томас Беллуччі Потіто Стараче Пабло Андухар               |
| 14 лютого | Regions Morgan Keegan Championships and the Cellular South Cup Мемфіс (Теннессі), США ATP World Tour 500 $1,100,000 – Тверде (i) – 32S/16D Одиночний розряд – Парний розряд                                                                                                | Енді Роддік 7–6(9–7), 6–7(11–13), 7–5 | Милош Раонич                                                                                  | Хуан Мартін дель Потро Марді Фіш       | Ллейтон Г'юїтт Майкл Расселл Сем Кверрі Роберт Кендрік               |
| 14 лютого | Regions Morgan Keegan Championships and the Cellular South Cup Мемфіс (Теннессі), США ATP World Tour 500 $1,100,000 – Тверде (i) – 32S/16D Одиночний розряд – Парний розряд                                                                                                | Максим Мирний Деніел Нестор 6–2, 6–7(6–8), [10–3] | Ерік Буторак Жан-Жульєн Роєр                                                                  | Хуан Мартін дель Потро Марді Фіш       | Ллейтон Г'юїтт Майкл Расселл Сем Кверрі Роберт Кендрік               |
| 14 лютого | Open 13 Марсель, Франція ATP World Tour 250 €512,750 – Тверде (i) – 28S/16D Одиночний розряд – Парний розряд | Робін Содерлінг 6–7(8–10), 6–3, 6–3 | Марин Чилич                                                                                   | Дмитро Турсунов Михайло Южний          | Мікаель Льодра Юрген Мельцер Жо-Вілфрід Тсонга Томаш Бердих          |
| 14 лютого | Open 13 Марсель, Франція ATP World Tour 250 €512,750 – Тверде (i) – 28S/16D Одиночний розряд – Парний розряд | Робін Гаасе Кен Скупскі 6–3, 6–7(4–7), [13–11] | Жульєн Беннето Жо-Вілфрід Тсонга                                                              | Дмитро Турсунов Михайло Южний          | Мікаель Льодра Юрген Мельцер Жо-Вілфрід Тсонга Томаш Бердих          |
| 14 лютого | Copa Claro Буенос-Айрес, Аргентина ATP World Tour 250 $475,300 – Ґрунт – 32S/16D Одиночний розряд – Парний розряд | Ніколас Альмагро 6–3, 3–6, 6–4 | Хуан Ігнасіо Чела                                                                             | Томмі Робредо Стен Вавринка            | Хосе Акасусо Давід Налбандян Альберт Монтаньєс Хуан Монако           |
| 14 лютого | Copa Claro Буенос-Айрес, Аргентина ATP World Tour 250 $475,300 – Ґрунт – 32S/16D Одиночний розряд – Парний розряд | Олівер Марах Леонардо Маєр 7–6(8–6), 6–3 | Франко Феррейро Андре Са                                                                      | Томмі Робредо Стен Вавринка            | Хосе Акасусо Давід Налбандян Альберт Монтаньєс Хуан Монако           |
| 21 лютого | Dubai Tennis Championships Дубай, Об'єднані Арабські Емірати ATP World Tour 500 $1,619,500 – Тверде – 32S/16D Одиночний розряд – Парний розряд | Новак Джокович 6–3, 6–3 | Роджер Федерер                                                                                | Рішар Гаске Томаш Бердих[e]            | Сергій Стаховський Жиль Сімон Філіпп Пецшнер Флоріан Маєр (тенісист) |
| 21 лютого | Dubai Tennis Championships Дубай, Об'єднані Арабські Емірати ATP World Tour 500 $1,619,500 – Тверде – 32S/16D Одиночний розряд – Парний розряд | Сергій Стаховський Михайло Южний 4–6, 6–3, [10–3] | Жеремі Шарді Фелісіано Лопес                                                                  | Рішар Гаске Томаш Бердих[e]            | Сергій Стаховський Жиль Сімон Філіпп Пецшнер Флоріан Маєр (тенісист) |
| 21 лютого | Abierto Mexicano Telcel Акапулько, Мексика ATP World Tour 500 $955,000 – Ґрунт – 32S/16D Одиночний розряд – Парний розряд | Давид Феррер 7–6(7–4), 6–7(2–7), 6–2 | Ніколас Альмагро                                                                              | Олександр Долгополов Томас Беллуччі    | Хуан Монако Стен Вавринка Сантьяго Хіральдо Лукаш Кубот              |
| 21 лютого | Abierto Mexicano Telcel Акапулько, Мексика ATP World Tour 500 $955,000 – Ґрунт – 32S/16D Одиночний розряд – Парний розряд | Віктор Генеску Горія Текеу 6–1, 6–3 | Марсело Мело Бруно Соарес                                                                     | Олександр Долгополов Томас Беллуччі    | Хуан Монако Стен Вавринка Сантьяго Хіральдо Лукаш Кубот              |
| 21 лютого | Delray Beach International Tennis Championships Делрей-Біч, США ATP World Tour 250 $442,500 – Тверде – 32S/16D Одиночний розряд – Парний розряд | Хуан Мартін дель Потро 6–4, 6–4 | Янко Типсаревич                                                                               | Нішікорі Кеі Марді Фіш                 | Іван Додіг Раян Світінг Кевін Андерсон Алехандро Фалья               |
| 21 лютого | Delray Beach International Tennis Championships Делрей-Біч, США ATP World Tour 250 $442,500 – Тверде – 32S/16D Одиночний розряд – Парний розряд | Скотт Ліпскі Ражів Рам 4–6, 6–4, [10–3] | Крістофер Кас Александер Пея                                                                  | Нішікорі Кеі Марді Фіш                 | Іван Додіг Раян Світінг Кевін Андерсон Алехандро Фалья               |
| 28 лютого | Davis Cup by BNP Paribas First Round Новий Сад, Сербія – Тверде (i) Бурос, Швеція – Тверде (i) Острава, Чехія – Тверде (i) Буенос-Айрес, Аргентина – Ґрунт Сантьяго, Чилі – Ґрунт Шарлеруа, Бельгія – Тверде (i) Загреб, Хорватія – Тверде (i) Відень, Австрія – Ґрунт (i) | Переможці першого туру Сербія 4–1 · Швеція 3–2 · Казахстан 3–2 · Аргентина 4–1 · Сполучені Штати Америки 4–1 · Іспанія 4–1 · Німеччина 3–2 · Франція 3–2 | Програли в першому турі Індія · Росія · Чехія · Румунія · Чилі · Бельгія · Хорватія · Австрія |                                        |                                                                      |

### Березень
| Тиждень               | Турнір | Переможець                                               | Фіналіст                     | Півфіналісти                          | Чвертьфіналісти                                         |
| --------------------- | --- | -------------------------------------------------------- | ---------------------------- | ------------------------------------- | ------------------------------------------------------- |
| 7 березня 14 березня  | BNP Paribas Open Індіан-Веллс (Каліфорнія), США ATP World Tour Masters 1000 $3,645,000 – Тверде – 96S/32D Одиночний розряд – Парний розряд | Новак Джокович 4–6, 6–3, 6–2                             | Рафаель Надаль               | Хуан Мартін дель Потро Роджер Федерер | Іво Карлович Томмі Робредо[f] Рішар Гаске Стен Вавринка |
| 7 березня 14 березня  | BNP Paribas Open Індіан-Веллс (Каліфорнія), США ATP World Tour Masters 1000 $3,645,000 – Тверде – 96S/32D Одиночний розряд – Парний розряд | Олександр Долгополов Ксав'є Малісс 6–4, 6–7(5–7), [10–7] | Роджер Федерер Стен Вавринка | Хуан Мартін дель Потро Роджер Федерер | Іво Карлович Томмі Робредо[f] Рішар Гаске Стен Вавринка |
| 21 березня 28 березня | Sony Ericsson Open Кі-Біскейн (Флорида), США ATP World Tour Masters 1000 $3,645,000 – Тверде – 96S/32D Одиночний розряд – Парний розряд    | Новак Джокович 4–6, 6–3, 7–6(7–4)                        | Рафаель Надаль               | Роджер Федерер Марді Фіш              | Томаш Бердих Жиль Сімон[g] Давид Феррер Кевін Андерсон  |
| 21 березня 28 березня | Sony Ericsson Open Кі-Біскейн (Флорида), США ATP World Tour Masters 1000 $3,645,000 – Тверде – 96S/32D Одиночний розряд – Парний розряд    | Магеш Бгупаті Леандер Паес 6–7(5–7), 6–2, [10–5]         | Максим Мирний Деніел Нестор  | Роджер Федерер Марді Фіш              | Томаш Бердих Жиль Сімон[g] Давид Феррер Кевін Андерсон  |

### Квітень
| Тиждень   | Турнір | Переможець                                       | Фіналіст                        | Півфіналісти                        | Чвертьфіналісти                                                   |
| --------- | --- | ------------------------------------------------ | ------------------------------- | ----------------------------------- | ----------------------------------------------------------------- |
| 4 квітня  | US Men's Clay Court Championships Х'юстон, США ATP World Tour 250 $442,500 – Ґрунт (Maroon) – 28S/16D Одиночний розряд – Парний розряд          | Раян Світінг 6–4, 7–6(7–3)                       | Нішікорі Кеі                    | Пабло Куевас Іво Карлович           | Марді Фіш Гільєрмо Гарсія-Лопес Джон Ізнер Теймураз Габашвілі     |
| 4 квітня  | US Men's Clay Court Championships Х'юстон, США ATP World Tour 250 $442,500 – Ґрунт (Maroon) – 28S/16D Одиночний розряд – Парний розряд          | Боб Браян Майк Браян 6–7(4–7), 6–2, [10–5]       | Джон Ізнер Сем Кверрі           | Пабло Куевас Іво Карлович           | Марді Фіш Гільєрмо Гарсія-Лопес Джон Ізнер Теймураз Габашвілі     |
| 4 квітня  | Grand Prix Hassan II Касабланка, Марокко ATP World Tour 250 €398,250 – Ґрунт – 28S/16D Одиночний розряд – Парний розряд                         | Пабло Андухар 6–1, 6–2                           | Потіто Стараче                  | Альберт Монтаньєс Віктор Генеску    | Фабіо Фоніні Пере Ріба Жиль Сімон Андрій Кузнєцов                 |
| 4 квітня  | Grand Prix Hassan II Касабланка, Марокко ATP World Tour 250 €398,250 – Ґрунт – 28S/16D Одиночний розряд – Парний розряд                         | Роберт Ліндстедт Горія Текеу 6–2, 6–1            | Колін Флемінг Ігор Зеленай      | Альберт Монтаньєс Віктор Генеску    | Фабіо Фоніні Пере Ріба Жиль Сімон Андрій Кузнєцов                 |
| 11 квітня | Monte-Carlo Rolex Masters Рокбрюн-Кап-Мартен, Франція ATP World Tour Masters 1000 €2,227,500 – Ґрунт – 56S/24D Одиночний розряд – Парний розряд | Рафаель Надаль 6–4, 7–5                          | Давид Феррер                    | Енді Маррей Юрген Мельцер           | Іван Любичич Фредеріко Жіль Віктор Троїцький Роджер Федерер       |
| 11 квітня | Monte-Carlo Rolex Masters Рокбрюн-Кап-Мартен, Франція ATP World Tour Masters 1000 €2,227,500 – Ґрунт – 56S/24D Одиночний розряд – Парний розряд | Боб Браян Майк Браян 6–3, 6–2                    | Хуан Ігнасіо Чела Бруно Соарес  | Енді Маррей Юрген Мельцер           | Іван Любичич Фредеріко Жіль Віктор Троїцький Роджер Федерер       |
| 18 квітня | Barcelona Open Banco Sabadell Барселона, Іспанія ATP World Tour 500 €1,550,000 – Ґрунт – 56S/24D Одиночний розряд – Парний розряд               | Рафаель Надаль 6–2, 6–4                          | Давид Феррер                    | Іван Додіг Ніколас Альмагро         | Гаель Монфіс Фелісіано Лопес Юрген Мельцер Хуан Карлос Ферреро    |
| 18 квітня | Barcelona Open Banco Sabadell Барселона, Іспанія ATP World Tour 500 €1,550,000 – Ґрунт – 56S/24D Одиночний розряд – Парний розряд               | Сантьяго Гонсалес Скотт Ліпскі 5–7, 6–2, [12–10] | Боб Браян Майк Браян            | Іван Додіг Ніколас Альмагро         | Гаель Монфіс Фелісіано Лопес Юрген Мельцер Хуан Карлос Ферреро    |
| 25 квітня | BMW Open Мюнхен, Німеччина ATP World Tour 250 €398,250 – Ґрунт – 32S/16D Одиночний розряд – Парний розряд                                       | Микола Давиденко 6–3, 3–6, 6–1                   | Флоріан Маєр (тенісист)         | Філіпп Пецшнер Радек Штепанек       | Потіто Стараче Григор Димитров Марин Чилич Філіпп Кольшрайбер     |
| 25 квітня | BMW Open Мюнхен, Німеччина ATP World Tour 250 €398,250 – Ґрунт – 32S/16D Одиночний розряд – Парний розряд                                       | Сімоне Болеллі Орасіо Себальйос 7–6(7–3), 6–4    | Андреас Бек Крістофер Кас       | Філіпп Пецшнер Радек Штепанек       | Потіто Стараче Григор Димитров Марин Чилич Філіпп Кольшрайбер     |
| 25 квітня | Serbia Open Белград, Сербія ATP World Tour 250 €373,200 – Ґрунт – 28S/16D Одиночний розряд – Парний розряд                                      | Новак Джокович 7–6(7–4), 6–2                     | Фелісіано Лопес                 | Янко Типсаревич[h] Філіппо Воландрі | Блаж Кавчич Сомдев Девварман Альберт Монтаньєс Марсель Гранольєрс |
| 25 квітня | Serbia Open Белград, Сербія ATP World Tour 250 €373,200 – Ґрунт – 28S/16D Одиночний розряд – Парний розряд                                      | Франтішек Чермак Філіп Полашек 7–5, 6–2          | Олівер Марах Александер Пея     | Янко Типсаревич[h] Філіппо Воландрі | Блаж Кавчич Сомдев Девварман Альберт Монтаньєс Марсель Гранольєрс |
| 25 квітня | Estoril Open Оейраш, Португалія ATP World Tour 250 €398,250 – Ґрунт – 28S/16D Одиночний розряд – Парний розряд                                  | Хуан Мартін дель Потро 6–2, 6–2                  | Фернандо Вердаско               | Пабло Куевас Милош Раонич[i]        | Робін Содерлінг Томас Беллуччі Жиль Сімон Кевін Андерсон          |
| 25 квітня | Estoril Open Оейраш, Португалія ATP World Tour 250 €398,250 – Ґрунт – 28S/16D Одиночний розряд – Парний розряд                                  | Ерік Буторак Жан-Жульєн Роєр 6–3, 6–4            | Марк Лопес Таррес Давід Марреро | Пабло Куевас Милош Раонич[i]        | Робін Содерлінг Томас Беллуччі Жиль Сімон Кевін Андерсон          |

### Травень
| Тиждень             | Турнір | Переможець                                        | Фіналіст                            | Півфіналісти                                       | Чвертьфіналісти                                                  |
| ------------------- | --- | ------------------------------------------------- | ----------------------------------- | -------------------------------------------------- | ---------------------------------------------------------------- |
| 2 травня            | Mutua Madrid Open Мадрид, Іспанія ATP World Tour Masters 1000 €2,835,000 – Ґрунт – 56S/24D Одиночний розряд – Парний розряд              | Новак Джокович 7–5, 6–4                           | Рафаель Надаль                      | Роджер Федерер Томас Беллуччі                      | Мікаель Льодра Робін Содерлінг Томаш Бердих Давид Феррер         |
| 2 травня            | Mutua Madrid Open Мадрид, Іспанія ATP World Tour Masters 1000 €2,835,000 – Ґрунт – 56S/24D Одиночний розряд – Парний розряд              | Боб Браян Майк Браян 6–3, 6–3                     | Мікаель Льодра Ненад Зімоньїч       | Роджер Федерер Томас Беллуччі                      | Мікаель Льодра Робін Содерлінг Томаш Бердих Давид Феррер         |
| 9 травня            | Italian Open 2011 (теніс) Rome, Італія ATP World Tour Masters 1000 €2,227,500 – Ґрунт – 56S/24D Одиночний розряд – Парний розряд         | Новак Джокович 6–4, 6–4                           | Рафаель Надаль                      | Рішар Гаске Енді Маррей                            | Марин Чилич Томаш Бердих Флоріан Маєр (тенісист) Робін Содерлінг |
| 9 травня            | Italian Open 2011 (теніс) Rome, Італія ATP World Tour Masters 1000 €2,227,500 – Ґрунт – 56S/24D Одиночний розряд – Парний розряд         | Джон Ізнер Сем Кверрі walkover                    | Марді Фіш Енді Роддік[j]            | Рішар Гаске Енді Маррей                            | Марин Чилич Томаш Бердих Флоріан Маєр (тенісист) Робін Содерлінг |
| 16 травня           | Power Horse World Team Cup Дюссельдорф, Німеччина ATP World Team Championship €1,100,000 – Ґрунт – 8 teams (RR)                          | Німеччина · 2–1                                   | Аргентина                           | Раунд Robin (Red Group) США · Швеція · Казахстан · | Раунд Robin (Blue Group) Сербія · Росія · Іспанія                |
| 16 травня           | Open de Nice Côte d'Azur Ніцца, Франція ATP World Tour 250 €398,250 – Ґрунт – 28S/16D Одиночний розряд – Парний розряд                   | Ніколас Альмагро 6–7(5–7), 6–3, 6–3               | Віктор Генеску                      | Олександр Долгополов Томаш Бердих                  | Давид Феррер Робін Гаасе[k] Пабло Андухар Ернестс Гулбіс         |
| 16 травня           | Open de Nice Côte d'Azur Ніцца, Франція ATP World Tour 250 €398,250 – Ґрунт – 28S/16D Одиночний розряд – Парний розряд                   | Ерік Буторак Жан-Жульєн Роєр 6–3, 6–4             | Сантьяго Гонсалес Давід Марреро     | Олександр Долгополов Томаш Бердих                  | Давид Феррер Робін Гаасе[k] Пабло Андухар Ернестс Гулбіс         |
| 23 травня 30 травня | Відкритий чемпіонат Франції з тенісу Paris, Франція Grand Slam €7,580,800 – Ґрунт 128S/164D/32X Одиночний розряд – Парний розряд – Мікст | Рафаель Надаль 7–5, 7–6(7–3), 5–7, 6–1            | Роджер Федерер                      | Енді Маррей Новак Джокович                         | Робін Содерлінг Хуан Ігнасіо Чела Гаель Монфіс Фабіо Фоніні[l]   |
| 23 травня 30 травня | Відкритий чемпіонат Франції з тенісу Paris, Франція Grand Slam €7,580,800 – Ґрунт 128S/164D/32X Одиночний розряд – Парний розряд – Мікст | Максим Мирний Деніел Нестор 7–6(7–3), 3–6, 6–4    | Хуан Себастьян Кабаль Едуардо Шванк | Енді Маррей Новак Джокович                         | Робін Содерлінг Хуан Ігнасіо Чела Гаель Монфіс Фабіо Фоніні[l]   |
| 23 травня 30 травня | Відкритий чемпіонат Франції з тенісу Paris, Франція Grand Slam €7,580,800 – Ґрунт 128S/164D/32X Одиночний розряд – Парний розряд – Мікст | Кейсі Деллаква Скотт Ліпскі 7–6(8–6), 4–6, [10–7] | Катарина Среботнік Ненад Зімоньїч   | Енді Маррей Новак Джокович                         | Робін Содерлінг Хуан Ігнасіо Чела Гаель Монфіс Фабіо Фоніні[l]   |

### Червень
| Тиждень             | Турнір | Переможець                                                | Фіналіст                      | Півфіналісти                  | Чвертьфіналісти                                                                                     |
| ------------------- | --- | --------------------------------------------------------- | ----------------------------- | ----------------------------- | --------------------------------------------------------------------------------------------------- |
| 6 червня            | Gerry Weber Open Галле (Вестфалія), Німеччина ATP World Tour 250 €663,750 – Трава – 32S/16D Одиночний розряд – Парний розряд       | Філіпп Кольшрайбер 7–6(7–5), 2–0 retired                  | Філіпп Пецшнер                | Гаель Монфіс Томаш Бердих     | Ллейтон Г'юїтт Флоріан Маєр (тенісист) Милош Раонич Віктор Троїцький                                |
| 6 червня            | Gerry Weber Open Галле (Вестфалія), Німеччина ATP World Tour 250 €663,750 – Трава – 32S/16D Одиночний розряд – Парний розряд       | Роган Бопанна Айсам-уль-Хак Куреші 7–6(10–8), 3–6, [11–9] | Робін Гаасе Милош Раонич      | Гаель Монфіс Томаш Бердих     | Ллейтон Г'юїтт Флоріан Маєр (тенісист) Милош Раонич Віктор Троїцький                                |
| 6 червня            | Aegon Championships London, Велика Британія ATP World Tour 250 €627,700 – Трава – 56S/24D Одиночний розряд – Парний розряд         | Енді Маррей 3–6, 7–6(7–2), 6–4                            | Жо-Вілфрід Тсонга             | Джеймс Ворд Енді Роддік       | Рафаель Надаль Адріан Маннаріно Фернандо Вердаско Марин Чилич                                       |
| 6 червня            | Aegon Championships London, Велика Британія ATP World Tour 250 €627,700 – Трава – 56S/24D Одиночний розряд – Парний розряд         | Боб Браян Майк Браян 6–7(2–7), 7–6(7–4), [10–6]           | Магеш Бгупаті Леандер Паес    | Джеймс Ворд Енді Роддік       | Рафаель Надаль Адріан Маннаріно Фернандо Вердаско Марин Чилич                                       |
| 13 червня           | UNICEF Open Гертогенбос, Нідерланди ATP World Tour 250 €398,250 – Трава – 32S/16D Одиночний розряд – Парний розряд                 | Дмитро Турсунов 6–3, 6–2                                  | Іван Додіг                    | Ксав'є Малісс Маркос Багдатіс | Сантьяго Хіральдо Богомолов Олександр Олександрович (тенісист) Теймураз Габашвілі Деніс Ґремельмайр |
| 13 червня           | UNICEF Open Гертогенбос, Нідерланди ATP World Tour 250 €398,250 – Трава – 32S/16D Одиночний розряд – Парний розряд                 | Даніеле Браччалі Франтішек Чермак 6–3, 2–6, [10–8]        | Роберт Ліндстедт Горія Текеу  | Ксав'є Малісс Маркос Багдатіс | Сантьяго Хіральдо Богомолов Олександр Олександрович (тенісист) Теймураз Габашвілі Деніс Ґремельмайр |
| 13 червня           | Aegon International Істборн, Велика Британія ATP World Tour 250 €405,000 – Трава – 32S/23Q/16D Одиночний розряд – Парний розряд    | Андреас Сеппі 7–6(7–5), 3–6, 5–3 retired[m]               | Янко Типсаревич               | Нішікорі Кеі Ігор Куніцин     | Радек Штепанек Григор Димитров Жульєн Беннето Олів'є Рохус                                          |
| 13 червня           | Aegon International Істборн, Велика Британія ATP World Tour 250 €405,000 – Трава – 32S/23Q/16D Одиночний розряд – Парний розряд    | Джонатан Ерліх Енді Рам 6–3, 6–3[n]                       | Григор Димитров Андреас Сеппі | Нішікорі Кеі Ігор Куніцин     | Радек Штепанек Григор Димитров Жульєн Беннето Олів'є Рохус                                          |
| 20 червня 27 червня | Вімблдонський турнір London, Велика Британія Grand Slam £13,725,000 – Трава 128S/164D/48X Одиночний розряд – Парний розряд – Мікст | Новак Джокович 6–4, 6–1, 1–6, 6–3                         | Рафаель Надаль                | Енді Маррей Жо-Вілфрід Тсонга | Марді Фіш Фелісіано Лопес Роджер Федерер Бернард Томіч                                              |
| 20 червня 27 червня | Вімблдонський турнір London, Велика Британія Grand Slam £13,725,000 – Трава 128S/164D/48X Одиночний розряд – Парний розряд – Мікст | Боб Браян Майк Браян 6–3, 6–4, 7–6(7–2)                   | Роберт Ліндстедт Горія Текеу  | Енді Маррей Жо-Вілфрід Тсонга | Марді Фіш Фелісіано Лопес Роджер Федерер Бернард Томіч                                              |
| 20 червня 27 червня | Вімблдонський турнір London, Велика Британія Grand Slam £13,725,000 – Трава 128S/164D/48X Одиночний розряд – Парний розряд – Мікст | Юрген Мельцер Івета Бенешова 6–3, 6–2                     | Магеш Бгупаті Олена Весніна   | Енді Маррей Жо-Вілфрід Тсонга | Марді Фіш Фелісіано Лопес Роджер Федерер Бернард Томіч                                              |

### Липень
| Тиждень  | Турнір | Переможець                                                                   | Фіналіст                                                                      | Півфіналісти                                               | Чвертьфіналісти                                                                          |
| -------- | --- | ---------------------------------------------------------------------------- | ----------------------------------------------------------------------------- | ---------------------------------------------------------- | ---------------------------------------------------------------------------------------- |
| 4 липня  | Campbell's Hall of Fame Tennis Championships Ньюпорт (Род-Айленд), США ATP World Tour 250 $442,500 – Трава – 32S/16D Одиночний розряд – Парний розряд             | Джон Ізнер 6–3, 7–6(8–6)                                                     | Олів'є Рохус                                                                  | Тобіас Камке Майкл Яні                                     | Богомолов Олександр Олександрович (тенісист) Едуар Роже-Васслен Меттью Ебден Деніс Кудла |
| 4 липня  | Campbell's Hall of Fame Tennis Championships Ньюпорт (Род-Айленд), США ATP World Tour 250 $442,500 – Трава – 32S/16D Одиночний розряд – Парний розряд             | Меттью Ебден Раян Гаррісон 4–6, 6–3, [10–5]                                  | Юхан Брунстрем Аділ Шамасдін                                                  | Тобіас Камке Майкл Яні                                     | Богомолов Олександр Олександрович (тенісист) Едуар Роже-Васслен Меттью Ебден Деніс Кудла |
| 4 липня  | Davis Cup by BNP Paribas Quarterfinals Гальмстад, Швеція – Тверде (i) Буенос-Айрес, Аргентина – Ґрунт Остін (Техас), США – Тверде (i) Штутгарт, Німеччина – Ґрунт | Quarterfinals winners Сербія 4–1 · Аргентина 5–0 · Іспанія 3–1 · Франція 4–1 | Quarterfinals losers Швеція · Казахстан · Сполучені Штати Америки · Німеччина |                                                            |                                                                                          |
| 11 липня | MercedesCup Штутгарт, Німеччина ATP World Tour 250 €398,250 – Ґрунт – 32S/16D Одиночний розряд – Парний розряд                                                    | Хуан Карлос Ферреро 6–4, 6–0                                                 | Пабло Андухар                                                                 | Федеріко Дельбоніс Лукаш Кубот                             | Павол Червенак Марсель Гранольєрс Седрік-Марсель Штебе Сантьяго Хіральдо                 |
| 11 липня | MercedesCup Штутгарт, Німеччина ATP World Tour 250 €398,250 – Ґрунт – 32S/16D Одиночний розряд – Парний розряд                                                    | Юрген Мельцер Філіпп Пецшнер 6–3, 6–4                                        | Марсель Гранольєрс Марк Лопес Таррес                                          | Федеріко Дельбоніс Лукаш Кубот                             | Павол Червенак Марсель Гранольєрс Седрік-Марсель Штебе Сантьяго Хіральдо                 |
| 11 липня | Swedish Open Бостад, Швеція ATP World Tour 250 €398,250 – Ґрунт – 28S/16D Одиночний розряд – Парний розряд                                                        | Робін Содерлінг 6–2, 6–2                                                     | Давид Феррер                                                                  | Томаш Бердих Ніколас Альмагро                              | Потіто Стараче Блаж Кавчич Міхаель Рідерстедт Андреас Гайдер-Маурер                      |
| 11 липня | Swedish Open Бостад, Швеція ATP World Tour 250 €398,250 – Ґрунт – 28S/16D Одиночний розряд – Парний розряд                                                        | Роберт Ліндстедт Горія Текеу 6–3, 6–3                                        | Сімон Аспелін Андреас Сільєстрем                                              | Томаш Бердих Ніколас Альмагро                              | Потіто Стараче Блаж Кавчич Міхаель Рідерстедт Андреас Гайдер-Маурер                      |
| 18 липня | bet–at–home Open German Tennis Championships Гамбург, Німеччина ATP World Tour 500 €1,000,000 – Ґрунт – 48S/16D Одиночний розряд – Парний розряд                  | Жиль Сімон 6–4, 4–6, 6–4                                                     | Ніколас Альмагро                                                              | Михайло Южний Фернандо Вердаско                            | Гаель Монфіс Марин Чилич Флоріан Маєр (тенісист) Юрген Мельцер                           |
| 18 липня | bet–at–home Open German Tennis Championships Гамбург, Німеччина ATP World Tour 500 €1,000,000 – Ґрунт – 48S/16D Одиночний розряд – Парний розряд                  | Олівер Марах Александер Пея 6–4, 6–1                                         | Франтішек Чермак Філіп Полашек                                                | Михайло Южний Фернандо Вердаско                            | Гаель Монфіс Марин Чилич Флоріан Маєр (тенісист) Юрген Мельцер                           |
| 18 липня | Atlanta Tennis Championships Атланта, США ATP World Tour 250 $531,000 – Тверде – 28S/16D Одиночний розряд – Парний розряд                                         | Марді Фіш 3–6, 7–6(8–6), 6–2                                                 | Джон Ізнер                                                                    | Раян Гаррісон Жіль Мюллер                                  | Сомдев Девварман Ражів Рам Лу Єн-Сун Кевін Андерсон                                      |
| 18 липня | Atlanta Tennis Championships Атланта, США ATP World Tour 250 $531,000 – Тверде – 28S/16D Одиночний розряд – Парний розряд                                         | Богомолов Олександр Олександрович (тенісист) Меттью Ебден 3–6, 7–5, [10–8]   | Маттіас Бахінгер Франк Мозер                                                  | Раян Гаррісон Жіль Мюллер                                  | Сомдев Девварман Ражів Рам Лу Єн-Сун Кевін Андерсон                                      |
| 25 липня | Crédit Agricole Suisse Open Gstaad Gstaad, Швейцарія ATP World Tour 250 €398,250 – Ґрунт – 28S/16D Одиночний розряд – Парний розряд                               | Марсель Гранольєрс 6–4, 3–6, 6–3                                             | Фернандо Вердаско                                                             | Ніколас Альмагро Михайло Южний                             | Фелісіано Лопес Жульєн Беннето Андреас Гайдер-Маурер Стен Вавринка                       |
| 25 липня | Crédit Agricole Suisse Open Gstaad Gstaad, Швейцарія ATP World Tour 250 €398,250 – Ґрунт – 28S/16D Одиночний розряд – Парний розряд                               | Франтішек Чермак Філіп Полашек 6–3, 7–6(9–7)                                 | Крістофер Кас Александер Пея                                                  | Ніколас Альмагро Михайло Южний                             | Фелісіано Лопес Жульєн Беннето Андреас Гайдер-Маурер Стен Вавринка                       |
| 25 липня | Farmers Classic Los Angeles, США ATP World Tour 250 $619,500 – Тверде – 28S/16D Одиночний розряд – Парний розряд                                                  | Ернестс Гулбіс 5–7, 6–4, 6–4                                                 | Марді Фіш                                                                     | Раян Гаррісон Богомолов Олександр Олександрович (тенісист) | Ігор Куніцин Лу Єн-Сун Томас Беллуччі Хуан Мартін дель Потро                             |
| 25 липня | Farmers Classic Los Angeles, США ATP World Tour 250 $619,500 – Тверде – 28S/16D Одиночний розряд – Парний розряд                                                  | Марк Ноулз (тенісист) Ксав'є Малісс 7–6(7–3), 7–6(12–10)                     | Сомдев Девварман Трет Х\'юї                                                   | Раян Гаррісон Богомолов Олександр Олександрович (тенісист) | Ігор Куніцин Лу Єн-Сун Томас Беллуччі Хуан Мартін дель Потро                             |
| 25 липня | Studena Croatia Open Умаг, Хорватія ATP World Tour 250 €398,250 – Ґрунт – 28S/16D Одиночний розряд – Парний розряд                                                | Олександр Долгополов 6–4, 3–6, 6–3                                           | Марин Чилич                                                                   | Фабіо Фоніні Хуан Карлос Ферреро                           | Потіто Стараче Андреас Сеппі Карлос Берлок Альберт Рамос                                 |
| 25 липня | Studena Croatia Open Умаг, Хорватія ATP World Tour 250 €398,250 – Ґрунт – 28S/16D Одиночний розряд – Парний розряд                                                | Сімоне Болеллі Фабіо Фоніні 6–3, 5–7, [10–7]                                 | Марин Чилич Ловро Зовко                                                       | Фабіо Фоніні Хуан Карлос Ферреро                           | Потіто Стараче Андреас Сеппі Карлос Берлок Альберт Рамос                                 |

### Серпень
| Тиждень             | Турнір | Переможець                                               | Фіналіст                              | Півфіналісти                      | Чвертьфіналісти                                                     |
| ------------------- | --- | -------------------------------------------------------- | ------------------------------------- | --------------------------------- | ------------------------------------------------------------------- |
| 1 серпня            | Legg Mason Tennis Classic Вашингтон, США ATP World Tour 500 $1,165,500 – Тверде – 48S/16D Одиночний розряд – Парний розряд                 | Радек Штепанек 6–4, 6–4                                  | Гаель Монфіс                          | Джон Ізнер Доналд Янг             | Янко Типсаревич Віктор Троїцький Маркос Багдатіс Фернандо Вердаско  |
| 1 серпня            | Legg Mason Tennis Classic Вашингтон, США ATP World Tour 500 $1,165,500 – Тверде – 48S/16D Одиночний розряд – Парний розряд                 | Мікаель Льодра Ненад Зімоньїч 6–7(3–7), 7–6(8–6), [10–7] | Роберт Ліндстедт Горія Текеу          | Джон Ізнер Доналд Янг             | Янко Типсаревич Віктор Троїцький Маркос Багдатіс Фернандо Вердаско  |
| 1 серпня            | Bet-at-home.com Cup Кіцбюель, Австрія ATP World Tour 250 €450,000 – Ґрунт – 28S/16D Одиночний розряд – Парний розряд                       | Робін Гаасе 6–4, 4–6, 6–1                                | Альберт Монтаньєс                     | Хуан Ігнасіо Чела Жоао Соуза      | Марсель Гранольєрс Сантьяго Хіральдо Пабло Андухар Андреас Сеппі    |
| 1 серпня            | Bet-at-home.com Cup Кіцбюель, Австрія ATP World Tour 250 €450,000 – Ґрунт – 28S/16D Одиночний розряд – Парний розряд                       | Даніеле Браччалі Сантьяго Гонсалес 7–6(7–1), 4–6, [11–9] | Франко Феррейро Андре Са              | Хуан Ігнасіо Чела Жоао Соуза      | Марсель Гранольєрс Сантьяго Хіральдо Пабло Андухар Андреас Сеппі    |
| 8 серпня            | Rogers Cup Монреаль, Канада ATP World Tour Masters 1000 $2,430,000 – Тверде – 56S/24D Одиночний розряд – Парний розряд                     | Новак Джокович 6–2, 3–6, 6–4                             | Марді Фіш                             | Жо-Вілфрід Тсонга Янко Типсаревич | Гаель Монфіс Ніколас Альмагро Стен Вавринка Томаш Бердих            |
| 8 серпня            | Rogers Cup Монреаль, Канада ATP World Tour Masters 1000 $2,430,000 – Тверде – 56S/24D Одиночний розряд – Парний розряд                     | Мікаель Льодра Ненад Зімоньїч 6–4, 6–7(5–7), [10–5]      | Боб Браян Майк Браян                  | Жо-Вілфрід Тсонга Янко Типсаревич | Гаель Монфіс Ніколас Альмагро Стен Вавринка Томаш Бердих            |
| 15 серпня           | Western & Southern Open Мейсон (Огайо), США ATP World Tour Masters 1000 $2,430,000 – Тверде – 56S/24D Одиночний розряд – Парний розряд     | Енді Маррей 6–4, 3–0 retired                             | Новак Джокович                        | Томаш Бердих Марді Фіш            | Гаель Монфіс Роджер Федерер Жиль Сімон Рафаель Надаль               |
| 15 серпня           | Western & Southern Open Мейсон (Огайо), США ATP World Tour Masters 1000 $2,430,000 – Тверде – 56S/24D Одиночний розряд – Парний розряд     | Магеш Бгупаті Леандер Паес 7–6(7–4), 7–6(7–2)            | Мікаель Льодра Ненад Зімоньїч         | Томаш Бердих Марді Фіш            | Гаель Монфіс Роджер Федерер Жиль Сімон Рафаель Надаль               |
| 22 серпня           | Winston-Salem Open Вінстон-Сейлем, США ATP World Tour 250 $553,125 – Тверде – 48S/16D Одиночний розряд – Парний розряд                     | Джон Ізнер 4–6, 6–3, 6–4                                 | Жульєн Беннето                        | Енді Роддік Робін Гаасе           | Хуан Монако Маркос Багдатіс Олександр Долгополов Сергій Стаховський |
| 22 серпня           | Winston-Salem Open Вінстон-Сейлем, США ATP World Tour 250 $553,125 – Тверде – 48S/16D Одиночний розряд – Парний розряд                     | Джонатан Ерліх Енді Рам 7–6(7–2), 6–4                    | Крістофер Кас Александер Пея          | Енді Роддік Робін Гаасе           | Хуан Монако Маркос Багдатіс Олександр Долгополов Сергій Стаховський |
| 29 серпня 5 вересня | Відкритий чемпіонат США з тенісу New York City, США Grand Slam $10,508,000 – Тверде 128S/164D/32X Одиночний розряд – Парний розряд – Мікст | Новак Джокович 6–2, 6–4, 6–7(3–7), 6–1                   | Рафаель Надаль                        | Роджер Федерер Енді Маррей        | Янко Типсаревич Жо-Вілфрід Тсонга Джон Ізнер Енді Роддік            |
| 29 серпня 5 вересня | Відкритий чемпіонат США з тенісу New York City, США Grand Slam $10,508,000 – Тверде 128S/164D/32X Одиночний розряд – Парний розряд – Мікст | Юрген Мельцер Філіпп Пецшнер 6–2, 6–2                    | Маріуш Фирстенберг Марцін Матковський | Роджер Федерер Енді Маррей        | Янко Типсаревич Жо-Вілфрід Тсонга Джон Ізнер Енді Роддік            |
| 29 серпня 5 вересня | Відкритий чемпіонат США з тенісу New York City, США Grand Slam $10,508,000 – Тверде 128S/164D/32X Одиночний розряд – Парний розряд – Мікст | Джек Сок Мелані Уден 7–6(7–4), 4–6, [10–8]               | Едуардо Шванк Хісела Дулко            | Роджер Федерер Енді Маррей        | Янко Типсаревич Жо-Вілфрід Тсонга Джон Ізнер Енді Роддік            |

### Вересень
| Тиждень    | Турнір | Переможець                                           | Фіналіст                              | Півфіналісти                       | Чвертьфіналісти                                                 |
| ---------- | --- | ---------------------------------------------------- | ------------------------------------- | ---------------------------------- | --------------------------------------------------------------- |
| 12 вересня | Davis Cup by BNP Paribas Semifinals Белград, Сербія – Тверде (i) Кордова (Іспанія), Іспанія – Ґрунт                        | Перемогли в півфіналі Аргентина 3–2 · Іспанія 4–1    | Програли в півфіналі Сербія · Франція |                                    |                                                                 |
| 19 вересня | BRD Năstase Țiriac Trophy Бухарест, Румунія ATP World Tour 250 €422,950 – Ґрунт – 28S/16D Одиночний розряд – Парний розряд | Флоріан Маєр (тенісист) 6–3, 6–1                     | Пабло Андухар                         | Хуан Ігнасіо Чела Філіппо Воландрі | Андреас Сеппі Алессандро Джаннессі Жоао Соуза Альберт Рамос     |
| 19 вересня | BRD Năstase Țiriac Trophy Бухарест, Румунія ATP World Tour 250 €422,950 – Ґрунт – 28S/16D Одиночний розряд – Парний розряд | Даніеле Браччалі Потіто Стараче 3–6, 6–4, [10–8]     | Юліан Ноул Давід Марреро              | Хуан Ігнасіо Чела Філіппо Воландрі | Андреас Сеппі Алессандро Джаннессі Жоао Соуза Альберт Рамос     |
| 19 вересня | Open de Moselle Мец, Франція ATP World Tour 250 €398,250 – Тверде (i) – 28S/16D Одиночний розряд – Парний розряд           | Жо-Вілфрід Тсонга 6–3, 6–7(4–7), 6–3                 | Іван Любичич                          | Олександр Долгополов Жіль Мюллер   | Ніколя Маю Ксав'є Малісс Ігор Сійслінґ Рішар Гаске              |
| 19 вересня | Open de Moselle Мец, Франція ATP World Tour 250 €398,250 – Тверде (i) – 28S/16D Одиночний розряд – Парний розряд           | Джеймі Маррей Андре Са 6–4, 7–6(9–7)                 | Лукаш Длоуги Марсело Мело             | Олександр Долгополов Жіль Мюллер   | Ніколя Маю Ксав'є Малісс Ігор Сійслінґ Рішар Гаске              |
| 26 вересня | Malaysian Open Куала-Лумпур, Малайзія ATP World Tour 250 $850,000 – Тверде (i) – 28S/16D Одиночний розряд – Парний розряд  | Янко Типсаревич 6–4, 7–5                             | Маркос Багдатіс                       | Нішікорі Кеі Віктор Троїцький      | Ніколас Альмагро Микола Давиденко Юрген Мельцер Дмитро Турсунов |
| 26 вересня | Malaysian Open Куала-Лумпур, Малайзія ATP World Tour 250 $850,000 – Тверде (i) – 28S/16D Одиночний розряд – Парний розряд  | Ерік Буторак Жан-Жульєн Роєр 6–1, 6–3                | Франтішек Чермак Філіп Полашек        | Нішікорі Кеі Віктор Троїцький      | Ніколас Альмагро Микола Давиденко Юрген Мельцер Дмитро Турсунов |
| 26 вересня | PTT Thailand Open Бангкок, Таїланд ATP World Tour 250 $608,500 – Тверде (i) – 28S/16D Одиночний розряд – Парний розряд     | Енді Маррей 6–2, 6–0                                 | Доналд Янг                            | Жиль Сімон Гаель Монфіс            | Григор Димитров Маттіас Бахінгер Соеда Ґо Яркко Ніємінен        |
| 26 вересня | PTT Thailand Open Бангкок, Таїланд ATP World Tour 250 $608,500 – Тверде (i) – 28S/16D Одиночний розряд – Парний розряд     | Олівер Марах Айсам-уль-Хак Куреші 7–6(7–4), 7–6(7–5) | Міхаель Кольманн Александер Васке     | Жиль Сімон Гаель Монфіс            | Григор Димитров Маттіас Бахінгер Соеда Ґо Яркко Ніємінен        |

### Жовтень
| Тиждень   | Турнір | Переможець                                       | Фіналіст                          | Півфіналісти                                               | Чвертьфіналісти                                                                                |
| --------- | --- | ------------------------------------------------ | --------------------------------- | ---------------------------------------------------------- | ---------------------------------------------------------------------------------------------- |
| 3 жовтня  | China Open (теніс) Пекін, КНР ATP World Tour 500 $2,100,000 – Тверде – 32S/16D Одиночний розряд – Парний розряд                         | Томаш Бердих 3–6, 6–4, 6–1                       | Марин Чилич                       | Жо-Вілфрід Тсонга Іван Любичич                             | Хуан Карлос Ферреро Фернандо Вердаско Михайло Южний Кевін Андерсон                             |
| 3 жовтня  | China Open (теніс) Пекін, КНР ATP World Tour 500 $2,100,000 – Тверде – 32S/16D Одиночний розряд – Парний розряд                         | Мікаель Льодра Ненад Зімоньїч 7–6(7–2), 7–6(7–4) | Роберт Ліндстедт Горія Текеу      | Жо-Вілфрід Тсонга Іван Любичич                             | Хуан Карлос Ферреро Фернандо Вердаско Михайло Южний Кевін Андерсон                             |
| 3 жовтня  | Rakuten Japan Open Tennis Championships Tokyo, Японія ATP World Tour 500 $1,100,000 – Тверде – 32S/16D Одиночний розряд – Парний розряд | Енді Маррей 3–6, 6–2, 6–0                        | Рафаель Надаль                    | Марді Фіш Давид Феррер                                     | Сантьяго Хіральдо Бернард Томіч Радек Штепанек Давід Налбандян                                 |
| 3 жовтня  | Rakuten Japan Open Tennis Championships Tokyo, Японія ATP World Tour 500 $1,100,000 – Тверде – 32S/16D Одиночний розряд – Парний розряд | Енді Маррей Джеймі Маррей 6–1, 6–4               | Франтішек Чермак Філіп Полашек    | Марді Фіш Давид Феррер                                     | Сантьяго Хіральдо Бернард Томіч Радек Штепанек Давід Налбандян                                 |
| 10 жовтня | Shanghai Rolex Masters Шанхай, КНР ATP World Tour Masters 1000 $3,240,000 – Тверде – 56S/24D Одиночний розряд – Парний розряд           | Енді Маррей 7–5, 6–4                             | Давид Феррер                      | Фелісіано Лопес Нішікорі Кеі                               | Флоріан Маєр (тенісист) Енді Роддік Олександр Долгополов Меттью Ебден                          |
| 10 жовтня | Shanghai Rolex Masters Шанхай, КНР ATP World Tour Masters 1000 $3,240,000 – Тверде – 56S/24D Одиночний розряд – Парний розряд           | Максим Мирний Деніел Нестор 3–6, 6–1, [12–10]    | Мікаель Льодра Ненад Зімоньїч     | Фелісіано Лопес Нішікорі Кеі                               | Флоріан Маєр (тенісист) Енді Роддік Олександр Долгополов Меттью Ебден                          |
| 17 жовтня | Кубок Кремля Moscow, Росія ATP World Tour 250 $1,000,000 – Тверде (i) – 28S/16D Одиночний розряд – Парний розряд                        | Янко Типсаревич 6–4, 6–2                         | Віктор Троїцький                  | Микола Давиденко Жеремі Шарді                              | Дмитро Турсунов Міхаель Беррер Філіпп Кольшрайбер Богомолов Олександр Олександрович (тенісист) |
| 17 жовтня | Кубок Кремля Moscow, Росія ATP World Tour 250 $1,000,000 – Тверде (i) – 28S/16D Одиночний розряд – Парний розряд                        | Франтішек Чермак Філіп Полашек 6–3, 6–1          | Карлос Берлок Давід Марреро       | Микола Давиденко Жеремі Шарді                              | Дмитро Турсунов Міхаель Беррер Філіпп Кольшрайбер Богомолов Олександр Олександрович (тенісист) |
| 17 жовтня | If Stockholm Open Стокгольм, Швеція ATP World Tour 250 €531,000 – Тверде (i) – 28S/16D Одиночний розряд – Парний розряд                 | Гаель Монфіс 7–5, 3–6, 6–2                       | Яркко Ніємінен                    | Милош Раонич Джеймс Блейк (тенісист)                       | Кевін Андерсон Григор Димитров Тобіас Камке Давід Налбандян                                    |
| 17 жовтня | If Stockholm Open Стокгольм, Швеція ATP World Tour 250 €531,000 – Тверде (i) – 28S/16D Одиночний розряд – Парний розряд                 | Роган Бопанна Айсам-уль-Хак Куреші 6–1, 6–3      | Марсело Мело Бруно Соарес         | Милош Раонич Джеймс Блейк (тенісист)                       | Кевін Андерсон Григор Димитров Тобіас Камке Давід Налбандян                                    |
| 24 жовтня | St. Petersburg Open Санкт-Петербург, Росія ATP World Tour 250 $663,750 – Тверде (i) – 32S/16D Одиночний розряд – Парний розряд          | Марин Чилич 6–3, 3–6, 6–2                        | Янко Типсаревич                   | Михайло Южний Богомолов Олександр Олександрович (тенісист) | Адріан Маннаріно Андреас Сеппі Душан Лайович Потіто Стараче                                    |
| 24 жовтня | St. Petersburg Open Санкт-Петербург, Росія ATP World Tour 250 $663,750 – Тверде (i) – 32S/16D Одиночний розряд – Парний розряд          | Колін Флемінг Росс Гатчінс 6–3, 6–7(5–7), [10–8] | Михайло Єлгін Олександр Кудрявцев | Михайло Южний Богомолов Олександр Олександрович (тенісист) | Адріан Маннаріно Андреас Сеппі Душан Лайович Потіто Стараче                                    |
| 24 жовтня | Erste Bank Open Відень, Австрія ATP World Tour 250 €575,250 – Тверде (i) – 28S/16D Одиночний розряд – Парний розряд                     | Жо-Вілфрід Тсонга 6–7(5–7), 6–3, 6–4             | Хуан Мартін дель Потро            | Даніель Брандс Кевін Андерсон                              | Ксав'є Малісс Стів Дарсіс Юрген Мельцер Томмі Гаас                                             |
| 24 жовтня | Erste Bank Open Відень, Австрія ATP World Tour 250 €575,250 – Тверде (i) – 28S/16D Одиночний розряд – Парний розряд                     | Боб Браян Майк Браян 7–6(12–10), 6–3             | Максим Мирний Деніел Нестор       | Даніель Брандс Кевін Андерсон                              | Ксав'є Малісс Стів Дарсіс Юрген Мельцер Томмі Гаас                                             |
| 31 жовтня | Valencia Open 500 Валенсія, Іспанія ATP World Tour 500 €1,357,000 – Тверде (i) – 32S/16D Одиночний розряд – Парний розряд               | Марсель Гранольєрс 6–2, 4–6, 7–6(7–3)            | Хуан Монако                       | Давид Феррер Хуан Мартін дель Потро                        | Микола Давиденко Хуан Карлос Ферреро Гаель Монфіс Сем Кверрі                                   |
| 31 жовтня | Valencia Open 500 Валенсія, Іспанія ATP World Tour 500 €1,357,000 – Тверде (i) – 32S/16D Одиночний розряд – Парний розряд               | Боб Браян Майк Браян 6–4, 7–6(11–9)              | Ерік Буторак Жан-Жульєн Роєр      | Давид Феррер Хуан Мартін дель Потро                        | Микола Давиденко Хуан Карлос Ферреро Гаель Монфіс Сем Кверрі                                   |
| 31 жовтня | Swiss Indoors Basel Базель, Швейцарія ATP World Tour 500 €1,225,000 – Тверде (i) – 32S/16D Одиночний розряд – Парний розряд             | Роджер Федерер 6–1, 6–3                          | Нішікорі Кеі                      | Новак Джокович Стен Вавринка                               | Маркос Багдатіс Михайло Кукушкін Енді Роддік Флоріан Маєр (тенісист)                           |
| 31 жовтня | Swiss Indoors Basel Базель, Швейцарія ATP World Tour 500 €1,225,000 – Тверде (i) – 32S/16D Одиночний розряд – Парний розряд             | Мікаель Льодра Ненад Зімоньїч 6–4, 7–5           | Максим Мирний Деніел Нестор       | Новак Джокович Стен Вавринка                               | Маркос Багдатіс Михайло Кукушкін Енді Роддік Флоріан Маєр (тенісист)                           |

### Листопад
| Тиждень      | Турнір | Переможець                                  | Фіналіст                              | Півфіналісти              | Чвертьфіналісти                                                                        |
| ------------ | --- | ------------------------------------------- | ------------------------------------- | ------------------------- | -------------------------------------------------------------------------------------- |
| 7 листопада  | BNP Paribas Masters Париж, Франція ATP World Tour Masters 1000 €2,227,500 – Тверде (i) – 48S/24D Одиночний розряд – Парний розряд                  | Роджер Федерер 6–1, 7–6(7–3)                | Жо-Вілфрід Тсонга                     | Джон Ізнер Томаш Бердих   | Новак Джокович Давид Феррер Хуан Монако Енді Маррей                                    |
| 7 листопада  | BNP Paribas Masters Париж, Франція ATP World Tour Masters 1000 €2,227,500 – Тверде (i) – 48S/24D Одиночний розряд – Парний розряд                  | Роган Бопанна Айсам-уль-Хак Куреші 6–2, 6–4 | Жульєн Беннето Ніколя Маю             | Джон Ізнер Томаш Бердих   | Новак Джокович Давид Феррер Хуан Монако Енді Маррей                                    |
| 21 листопада | Barclays ATP World Tour Finals Лондон, Велика Британія ATP World Tour Фінали £2,227,500 – Тверде (i) – 8S/8D (RR) Одиночний розряд – Парний розряд | Роджер Федерер 6–3, 6–7(6–8), 6–3           | Жо-Вілфрід Тсонга                     | Томаш Бердих Давид Феррер | Раунд Robin losers Новак Джокович Янко Типсаревич Енді Маррей Рафаель Надаль Марді Фіш |
| 21 листопада | Barclays ATP World Tour Finals Лондон, Велика Британія ATP World Tour Фінали £2,227,500 – Тверде (i) – 8S/8D (RR) Одиночний розряд – Парний розряд | Максим Мирний Деніел Нестор 7–5, 6–3        | Маріуш Фирстенберг Марцін Матковський | Томаш Бердих Давид Феррер | Раунд Robin losers Новак Джокович Янко Типсаревич Енді Маррей Рафаель Надаль Марді Фіш |
| 28 листопада | Davis Cup by BNP Paribas Final Севілья, Іспанія – Ґрунт                                                                                            | Іспанія · 3–1                               | Аргентина                             |                           |                                                                                        |

## Статистична інформація
Ці таблиці презентують кількість виграних турнірів кожним окремим гравцем та представниками різних країн. Враховані одиночні (S), парні (D) та змішані (X) титули на турнірах усіх рівнів: Великий шолом, Підсумковий, Мастерс, 500, 250.
Легенда
| Турнір Великого шолома        |
| Фінал Світового Туру ATP      |
| Олімпійські ігри              |
| Світовий Тур ATP Мастерс 1000 |
| Світовий Тур ATP 500          |
| Світовий Тур ATP 250          |

### Титули окремих гравців
| Всього | Гравець                      | Великий шолом | Великий шолом | Великий шолом | ATP Фінали | ATP Фінали | Masters 1000 | Masters 1000 | Tour 500 | Tour 500 | Tour 250 | Tour 250 | Всього | Всього | Всього |
| Всього | Гравець                      | S             | D             | X             | S          | D          | S            | D            | S        | D        | S        | D        | S      | D      | X      |
| ------ | ---------------------------- | ------------- | ------------- | ------------- | ---------- | ---------- | ------------ | ------------ | -------- | -------- | -------- | -------- | ------ | ------ | ------ |
| 10     | Новак Джокович (SRB)         | ●             |               |               |            |            | ●            |              | ●        |          | ●        |          | 10     | 0      | 0      |
| 8      | Боб Браян (USA)              |               | ●             |               |            |            |              | ●            |          | ●        |          | ●        | 0      | 8      | 0      |
| 8      | Майк Браян (USA)             |               | ●             |               |            |            |              | ●            |          | ●        |          | ●        | 0      | 8      | 0      |
| 6      | Енді Маррей (GBR)            |               |               |               |            |            | ●            |              | ●        | ●        | ●        |          | 5      | 1      | 0      |
| 5      | Деніел Нестор (CAN)          |               | ●             | ●             |            | ●          |              | ●            |          | ●        |          |          | 0      | 4      | 1      |
| 4      | Рафаель Надаль (ESP)         | ●             |               |               |            |            | ●            |              | ●        |          |          | ●        | 3      | 1      | 0      |
| 4      | Максим Мирний (BLR)          |               | ●             |               |            | ●          |              | ●            |          | ●        |          |          | 0      | 4      | 0      |
| 4      | Юрген Мельцер (AUT)          |               | ●             | ●             |            |            |              |              |          | ●        |          | ●        | 0      | 3      | 1      |
| 4      | Роджер Федерер (SUI)         |               |               |               | ●          |            | ●            |              | ●        |          | ●        |          | 4      | 0      | 0      |
| 4      | Скотт Ліпскі (USA)           |               |               | ●             |            |            |              |              |          | ●        |          | ●        | 0      | 3      | 1      |
| 4      | Мікаель Льодра (FRA)         |               |               |               |            |            |              | ●            |          | ●        |          |          | 0      | 4      | 0      |
| 4      | Ненад Зімоньїч (SRB)         |               |               |               |            |            |              | ●            |          | ●        |          |          | 0      | 4      | 0      |
| 4      | Айсам-уль-Хак Куреші (PAK)   |               |               |               |            |            |              | ●            |          |          |          | ●        | 0      | 4      | 0      |
| 4      | Робін Содерлінг (SWE)        |               |               |               |            |            |              |              | ●        |          | ●        |          | 4      | 0      | 0      |
| 4      | Горія Текеу (ROU)            |               |               |               |            |            |              |              |          | ●        |          | ●        | 0      | 4      | 0      |
| 4      | Франтішек Чермак (CZE)       |               |               |               |            |            |              |              |          |          |          | ●        | 0      | 4      | 0      |
| 3      | Філіпп Пецшнер (GER)         |               | ●             |               |            |            |              |              |          | ●        |          | ●        | 0      | 3      | 0      |
| 3      | Магеш Бгупаті (IND)          |               |               |               |            |            |              | ●            |          |          |          | ●        | 0      | 3      | 0      |
| 3      | Леандер Паес (IND)           |               |               |               |            |            |              | ●            |          |          |          | ●        | 0      | 3      | 0      |
| 3      | Джон Ізнер (USA)             |               |               |               |            |            |              | ●            |          |          | ●        |          | 2      | 1      | 0      |
| 3      | Роган Бопанна (IND)          |               |               |               |            |            |              | ●            |          |          |          | ●        | 0      | 3      | 0      |
| 3      | Марсель Гранольєрс (ESP)     |               |               |               |            |            |              |              | ●        |          | ●        | ●        | 2      | 1      | 0      |
| 3      | Олівер Марах (AUT)           |               |               |               |            |            |              |              |          | ●        |          | ●        | 0      | 3      | 0      |
| 3      | Ніколас Альмагро (ESP)       |               |               |               |            |            |              |              |          |          | ●        |          | 3      | 0      | 0      |
| 3      | Даніеле Браччалі (ITA)       |               |               |               |            |            |              |              |          |          |          | ●        | 0      | 3      | 0      |
| 3      | Ерік Буторак (USA)           |               |               |               |            |            |              |              |          |          |          | ●        | 0      | 3      | 0      |
| 3      | Філіп Полашек (SVK)          |               |               |               |            |            |              |              |          |          |          | ●        | 0      | 4      | 0      |
| 3      | Жан-Жульєн Роєр (CUR)        |               |               |               |            |            |              |              |          |          |          | ●        | 0      | 3      | 0      |
| 2      | Олександр Долгополов (UKR)   |               |               |               |            |            |              | ●            |          |          | ●        |          | 1      | 1      | 0      |
| 2      | Ксав'є Малісс (BEL)          |               |               |               |            |            |              | ●            |          |          |          | ●        | 0      | 2      | 0      |
| 2      | Давид Феррер (ESP)           |               |               |               |            |            |              |              | ●        |          | ●        |          | 2      | 0      | 0      |
| 2      | Жиль Сімон (FRA)             |               |               |               |            |            |              |              | ●        |          | ●        |          | 2      | 0      | 0      |
| 2      | Сантьяго Гонсалес (MEX)      |               |               |               |            |            |              |              |          | ●        |          | ●        | 0      | 2      | 0      |
| 2      | Джеймі Маррей (GBR)          |               |               |               |            |            |              |              |          | ●        |          | ●        | 0      | 2      | 0      |
| 2      | Хуан Мартін дель Потро (ARG) |               |               |               |            |            |              |              |          |          | ●        |          | 2      | 0      | 0      |
| 2      | Янко Типсаревич (SRB)        |               |               |               |            |            |              |              |          |          | ●        |          | 2      | 0      | 0      |
| 2      | Жо-Вілфрід Тсонга (FRA)      |               |               |               |            |            |              |              |          |          | ●        |          | 2      | 0      | 0      |
| 2      | Робін Гаасе (NED)            |               |               |               |            |            |              |              |          |          | ●        | ●        | 1      | 1      | 0      |
| 2      | Томмі Робредо (ESP)          |               |               |               |            |            |              |              |          |          | ●        | ●        | 1      | 1      | 0      |
| 2      | Сімоне Болеллі (ITA)         |               |               |               |            |            |              |              |          |          |          | ●        | 0      | 2      | 0      |
| 2      | Лукаш Длоуги (CZE)           |               |               |               |            |            |              |              |          |          |          | ●        | 0      | 2      | 0      |
| 2      | Меттью Ебден (AUS)           |               |               |               |            |            |              |              |          |          |          | ●        | 0      | 2      | 0      |
| 2      | Джонатан Ерліх (ISR)         |               |               |               |            |            |              |              |          |          |          | ●        | 0      | 2      | 0      |
| 2      | Пол Генлі (AUS)              |               |               |               |            |            |              |              |          |          |          | ●        | 0      | 2      | 0      |
| 2      | Роберт Ліндстедт (SWE)       |               |               |               |            |            |              |              |          |          |          | ●        | 0      | 2      | 0      |
| 2      | Марсело Мело (BRA)           |               |               |               |            |            |              |              |          |          |          | ●        | 0      | 2      | 0      |
| 2      | Енді Рам (ISR)               |               |               |               |            |            |              |              |          |          |          | ●        | 0      | 2      | 0      |
| 2      | Ражів Рам (USA)              |               |               |               |            |            |              |              |          |          |          | ●        | 0      | 2      | 0      |
| 2      | Бруно Соарес (BRA)           |               |               |               |            |            |              |              |          |          |          | ●        | 0      | 2      | 0      |
| 1      | Джек Сок (USA)               |               |               | ●             |            |            |              |              |          |          |          |          | 0      | 0      | 1      |
| 1      | Сем Кверрі (USA)             |               |               |               |            |            |              | ●            |          |          |          |          | 0      | 1      | 0      |
| 1      | Томаш Бердих (CZE)           |               |               |               |            |            |              |              | ●        |          |          |          | 1      | 0      | 0      |
| 1      | Енді Роддік (USA)            |               |               |               |            |            |              |              | ●        |          |          |          | 1      | 0      | 0      |
| 1      | Радек Штепанек (CZE)         |               |               |               |            |            |              |              | ●        |          |          |          | 1      | 0      | 0      |
| 1      | Віктор Генеску (ROU)         |               |               |               |            |            |              |              |          | ●        |          |          | 0      | 1      | 0      |
| 1      | Александер Пея (AUT)         |               |               |               |            |            |              |              |          | ●        |          |          | 0      | 1      | 0      |
| 1      | Сергій Стаховський (UKR)     |               |               |               |            |            |              |              |          | ●        |          |          | 0      | 1      | 0      |
| 1      | Михайло Южний (RUS)          |               |               |               |            |            |              |              |          | ●        |          |          | 0      | 1      | 0      |
| 1      | Кевін Андерсон (RSA)         |               |               |               |            |            |              |              |          |          | ●        |          | 1      | 0      | 0      |
| 1      | Пабло Андухар (ESP)          |               |               |               |            |            |              |              |          |          | ●        |          | 1      | 0      | 0      |
| 1      | Марин Чилич (CRO)            |               |               |               |            |            |              |              |          |          | ●        |          | 1      | 0      | 0      |
| 1      | Микола Давиденко (RUS)       |               |               |               |            |            |              |              |          |          | ●        |          | 1      | 0      | 0      |
| 1      | Іван Додіг (CRO)             |               |               |               |            |            |              |              |          |          | ●        |          | 1      | 0      | 0      |
| 1      | Хуан Карлос Ферреро (ESP)    |               |               |               |            |            |              |              |          |          | ●        |          | 1      | 0      | 0      |
| 1      | Марді Фіш (USA)              |               |               |               |            |            |              |              |          |          | ●        |          | 1      | 0      | 0      |
| 1      | Ернестс Гулбіс (LAT)         |               |               |               |            |            |              |              |          |          | ●        |          | 1      | 0      | 0      |
| 1      | Філіпп Кольшрайбер (GER)     |               |               |               |            |            |              |              |          |          | ●        |          | 1      | 0      | 0      |
| 1      | Флоріан Маєр (GER)           |               |               |               |            |            |              |              |          |          | ●        |          | 1      | 0      | 0      |
| 1      | Гаель Монфіс (FRA)           |               |               |               |            |            |              |              |          |          | ●        |          | 1      | 0      | 0      |
| 1      | Милош Раонич (CAN)           |               |               |               |            |            |              |              |          |          | ●        |          | 1      | 0      | 0      |
| 1      | Андреас Сеппі (ITA)          |               |               |               |            |            |              |              |          |          | ●        |          | 1      | 0      | 0      |
| 1      | Раян Світінг (USA)           |               |               |               |            |            |              |              |          |          | ●        |          | 1      | 0      | 0      |
| 1      | Дмитро Турсунов (RUS)        |               |               |               |            |            |              |              |          |          | ●        |          | 1      | 0      | 0      |
| 1      | Стен Вавринка (SUI)          |               |               |               |            |            |              |              |          |          | ●        |          | 1      | 0      | 0      |
| 1      | Алекс Богомолов мол. (USA)   |               |               |               |            |            |              |              |          |          |          | ●        | 0      | 1      | 0      |
| 1      | Джеймс Серретані (USA)       |               |               |               |            |            |              |              |          |          |          | ●        | 0      | 1      | 0      |
| 1      | Колін Флемінг (GBR)          |               |               |               |            |            |              |              |          |          |          | ●        | 0      | 1      | 0      |
| 1      | Фабіо Фоніні (ITA)           |               |               |               |            |            |              |              |          |          |          | ●        | 0      | 1      | 0      |
| 1      | Раян Гаррісон (USA)          |               |               |               |            |            |              |              |          |          |          | ●        | 0      | 1      | 0      |
| 1      | Росс Гатчінс (GBR)           |               |               |               |            |            |              |              |          |          |          | ●        | 0      | 1      | 0      |
| 1      | Марк Ноулз (BAH)             |               |               |               |            |            |              |              |          |          |          | ●        | 0      | 1      | 0      |
| 1      | Марк Лопес (ESP)             |               |               |               |            |            |              |              |          |          |          | ●        | 0      | 1      | 0      |
| 1      | Леонардо Маєр (ARG)          |               |               |               |            |            |              |              |          |          |          | ●        | 0      | 1      | 0      |
| 1      | Дік Норман (BEL)             |               |               |               |            |            |              |              |          |          |          | ●        | 0      | 1      | 0      |
| 1      | Андре Са (BRA)               |               |               |               |            |            |              |              |          |          |          | ●        | 0      | 1      | 0      |
| 1      | Аділ Шамасдін (CAN)          |               |               |               |            |            |              |              |          |          |          | ●        | 0      | 1      | 0      |
| 1      | Кен Скупскі (GBR)            |               |               |               |            |            |              |              |          |          |          | ●        | 0      | 1      | 0      |
| 1      | Потіто Стараче (ITA)         |               |               |               |            |            |              |              |          |          |          | ●        | 0      | 1      | 0      |
| 1      | Орасіо Себальйос (ARG)       |               |               |               |            |            |              |              |          |          |          | ●        | 0      | 1      | 0      |

### Титули за країнами
| Всього | Країна                  | Великий шолом | Великий шолом | Великий шолом | ATP Фінали | ATP Фінали | Masters 1000 | Masters 1000 | Tour 500 | Tour 500 | Tour 250 | Tour 250 | Всього | Всього | Всього |
| Всього | Країна                  | S             | D             | X             | S          | D          | S            | D            | S        | D        | S        | D        | S      | D      | X      |
| ------ | ----------------------- | ------------- | ------------- | ------------- | ---------- | ---------- | ------------ | ------------ | -------- | -------- | -------- | -------- | ------ | ------ | ------ |
| 25     | США (USA)               |               | 2             | 2             |            |            |              | 3            | 1        | 2        | 4        | 11       | 5      | 18     | 2      |
| 16     | Сербія (SRB)            | 3             |               |               |            |            | 5            | 1            | 1        | 3        | 3        |          | 12     | 4      | 0      |
| 15     | Іспанія (ESP)           | 1             |               |               |            |            | 1            |              | 3        |          | 8        | 2        | 13     | 2      | 0      |
| 9      | Велика Британія (GBR)   |               |               |               |            |            | 2            |              | 1        | 1        | 2        | 3        | 5      | 4      | 0      |
| 9      | Франція (FRA)           |               |               |               |            |            |              | 1            | 1        | 3        | 4        |          | 5      | 4      | 0      |
| 8      | Чехія (CZE)             |               |               |               |            |            |              |              | 2        |          |          | 6        | 2      | 6      | 0      |
| 7      | Канада (CAN)            |               | 1             | 1             |            | 1          |              | 1            |          | 1        | 1        | 1        | 1      | 5      | 1      |
| 7      | Австрія (AUT)           |               | 1             | 1             |            |            |              |              |          | 2        |          | 3        | 0      | 6      | 1      |
| 6      | Індія (IND)             |               |               |               |            |            |              | 3            |          |          |          | 3        | 0      | 6      | 0      |
| 6      | Швеція (SWE)            |               |               |               |            |            |              |              | 1        |          | 3        | 2        | 4      | 2      | 0      |
| 6      | Італія (ITA)            |               |               |               |            |            |              |              |          |          | 1        | 5        | 1      | 5      | 0      |
| 5      | Німеччина (GER)         |               | 1             |               |            |            |              |              |          | 1        | 2        | 1        | 2      | 3      | 0      |
| 5      | Швейцарія (SUI)         |               |               |               | 1          |            | 1            |              | 1        |          | 2        |          | 5      | 0      | 0      |
| 4      | Білорусь (BLR)          |               | 1             |               |            | 1          |              | 1            |          | 1        |          |          | 0      | 4      | 0      |
| 4      | Пакистан (PAK)          |               |               |               |            |            |              | 1            |          |          |          | 3        | 0      | 4      | 0      |
| 4      | Румунія (ROU)           |               |               |               |            |            |              |              |          | 1        |          | 3        | 0      | 4      | 0      |
| 4      | Аргентина (ARG)         |               |               |               |            |            |              |              |          |          | 2        | 2        | 2      | 2      | 0      |
| 4      | Австралія (AUS)         |               |               |               |            |            |              |              |          |          |          | 4        | 0      | 4      | 0      |
| 3      | Бразилія (BRA)          |               |               |               |            |            |              |              |          |          |          | 3        | 0      | 3      | 0      |
| 3      | Бельгія (BEL)           |               |               |               |            |            |              | 1            |          |          |          | 2        | 0      | 3      | 0      |
| 3      | Україна (UKR)           |               |               |               |            |            |              | 1            |          | 1        | 1        |          | 1      | 2      | 0      |
| 3      | Росія (RUS)             |               |               |               |            |            |              |              |          | 1        | 2        |          | 2      | 1      | 0      |
| 3      | Кюрасао (CUR)           |               |               |               |            |            |              |              |          |          |          | 3        | 0      | 3      | 0      |
| 3      | Словаччина (SVK)        |               |               |               |            |            |              |              |          |          |          | 3        | 0      | 3      | 0      |
| 2      | Хорватія (CRO)          |               |               |               |            |            |              |              |          |          | 2        |          | 2      | 0      | 0      |
| 2      | Нідерланди (NED)        |               |               |               |            |            |              |              |          |          | 1        | 1        | 1      | 1      | 0      |
| 2      | Ізраїль (ISR)           |               |               |               |            |            |              |              |          |          |          | 2        | 0      | 2      | 0      |
| 2      | Мексика (MEX)           |               |               |               |            |            |              |              |          | 1        |          | 1        | 0      | 2      | 0      |
| 1      | Латвія (LAT)            |               |               |               |            |            |              |              |          |          | 1        |          | 1      | 0      | 0      |
| 1      | ПАР (RSA)               |               |               |               |            |            |              |              |          |          | 1        |          | 1      | 0      | 0      |
| 1      | Багамські Острови (BAH) |               |               |               |            |            |              |              |          |          |          | 1        | 0      | 1      | 0      |

## Рейтинг ATP
Нижче наведено Рейтинг ATP 20 найкращих тенісистів в одиночному та парному розрядах на кінець сезону 2011 року.

### Одиночний розряд
| Фінал ATP 2011 — фінальний рейтинг | Фінал ATP 2011 — фінальний рейтинг | Фінал ATP 2011 — фінальний рейтинг | Фінал ATP 2011 — фінальний рейтинг |
| #                                  | Гравець                            | Пункти                             | Турн.                              |
| ---------------------------------- | ---------------------------------- | ---------------------------------- | ---------------------------------- |
| 1                                  | Новак Джокович (SRB)               | 13,475                             | 18                                 |
| 2                                  | Рафаель Надаль (ESP)               | 9,375                              | 19                                 |
| 3                                  | Енді Маррей (GBR)                  | 7,380                              | 18                                 |
| 4                                  | Роджер Федерер (SUI)               | 6,670                              | 18                                 |
| 5                                  | Давид Феррер (ESP)                 | 4,480                              | 22                                 |
| 6                                  | Жо-Вілфрід Тсонга (FRA)            | 3,535                              | 24                                 |
| 7                                  | Томаш Бердих (CZE)                 | 3,300                              | 23                                 |
| 8                                  | Марді Фіш (USA)                    | 2,965                              | 23                                 |
| 9                                  | Янко Типсаревич (SRB)              | 2,395                              | 27                                 |
| 10                                 | Ніколас Альмагро (ESP)             | 2,380                              | 26                                 |
| 11                                 | Хуан Мартін дель Потро (ARG)       | 2,315                              | 23                                 |
| 12                                 | Жиль Сімон (FRA)                   | 2,165                              | 28                                 |
| 13                                 | Робін Содерлінг (SWE)              | 2,120                              | 22                                 |
| 14                                 | Енді Роддік (USA)                  | 1,940                              | 20                                 |
| 15                                 | Гаель Монфіс (FRA)                 | 1,935                              | 23                                 |
| 16                                 | Олександр Долгополов (UKR)         | 1,925                              | 30                                 |
| 17                                 | Стен Вавринка (SUI)                | 1,820                              | 23                                 |
| 18                                 | Джон Ізнер (USA)                   | 1,800                              | 25                                 |
| 19                                 | Рішар Гаске (FRA)                  | 1,765                              | 21                                 |
| 20                                 | Фелісіано Лопес (ESP)              | 1,755                              | 28                                 |

| Рейтинг на кінець року (26 грудня 2011) | Рейтинг на кінець року (26 грудня 2011) | Рейтинг на кінець року (26 грудня 2011) | Рейтинг на кінець року (26 грудня 2011) | Рейтинг на кінець року (26 грудня 2011) | Рейтинг на кінець року (26 грудня 2011) | Рейтинг на кінець року (26 грудня 2011) | Рейтинг на кінець року (26 грудня 2011) |
| #                                       | Гравець                                 | Points                                  | #Trn                                    | '10 Rk                                  | High                                    | Low                                     | '10→'11                                 |
| --------------------------------------- | --------------------------------------- | --------------------------------------- | --------------------------------------- | --------------------------------------- | --------------------------------------- | --------------------------------------- | --------------------------------------- |
| 1                                       | Новак Джокович (SRB)                    | 13,630                                  | 19                                      | 3                                       | 1                                       | 3                                       | ▲ 2                                     |
| 2                                       | Рафаель Надаль (ESP)                    | 9,595                                   | 20                                      | 1                                       | 1                                       | 2                                       | ▼ 1                                     |
| 3                                       | Роджер Федерер (SUI)                    | 8,170                                   | 19                                      | 2                                       | 2                                       | 4                                       | ▼ 1                                     |
| 4                                       | Енді Маррей (GBR)                       | 7,380                                   | 19                                      | 4                                       | 3                                       | 5                                       | ▬                                       |
| 5                                       | Давид Феррер (ESP)                      | 4,925                                   | 23                                      | 7                                       | 5                                       | 7                                       | ▲ 2                                     |
| 6                                       | Жо-Вілфрід Тсонга (FRA)                 | 4,335                                   | 25                                      | 13                                      | 6                                       | 22                                      | ▲ 7                                     |
| 7                                       | Томаш Бердих (CZE)                      | 3,700                                   | 24                                      | 6                                       | 6                                       | 10                                      | ▼ 1                                     |
| 8                                       | Марді Фіш (USA)                         | 2,965                                   | 24                                      | 16                                      | 7                                       | 17                                      | ▲ 8                                     |
| 9                                       | Янко Типсаревич (SRB)                   | 2,595                                   | 28                                      | 49                                      | 9                                       | 52                                      | ▲ 40                                    |
| 10                                      | Ніколас Альмагро (ESP)                  | 2,380                                   | 27                                      | 15                                      | 9                                       | 15                                      | ▲ 5                                     |
| 11                                      | Хуан Мартін дель Потро (ARG)            | 2,315                                   | 22                                      | 258                                     | 11                                      | 485                                     | ▲ 247                                   |
| 12                                      | Жиль Сімон (FRA)                        | 2,165                                   | 28                                      | 41                                      | 11                                      | 41                                      | ▲ 29                                    |
| 13                                      | Робін Содерлінг (SWE)                   | 2,120                                   | 22                                      | 5                                       | 4                                       | 13                                      | ▼ 8                                     |
| 14                                      | Енді Роддік (USA)                       | 1,940                                   | 20                                      | 8                                       | 8                                       | 21                                      | ▼ 6                                     |
| 15                                      | Олександр Долгополов (UKR)              | 1,925                                   | 30                                      | 48                                      | 15                                      | 49                                      | ▲ 33                                    |
| 16                                      | Гаель Монфіс (FRA)                      | 1,910                                   | 23                                      | 12                                      | 7                                       | 16                                      | ▼ 4                                     |
| 17                                      | Стен Вавринка (SUI)                     | 1,820                                   | 23                                      | 21                                      | 13                                      | 21                                      | ▲ 4                                     |
| 18                                      | Джон Ізнер (USA)                        | 1,800                                   | 25                                      | 19                                      | 18                                      | 47                                      | ▲ 1                                     |
| 19                                      | Рішар Гаске (FRA)                       | 1,765                                   | 21                                      | 30                                      | 11                                      | 33                                      | ▲ 11                                    |
| 20                                      | Фелісіано Лопес (ESP)                   | 1,755                                   | 28                                      | 32                                      | 20                                      | 44                                      | ▲ 12                                    |

#### Лідери рейтингу
| Тенісист             | Від          | До           |
| -------------------- | ------------ | ------------ |
| Рафаель Надаль (ESP) | Кінець 2010  | 3 липня 2011 |
| Новак Джокович (SRB) | 4 липня 2011 | Кінець 2011  |

### Парний розряд
| Фінал ATP 2011 — фінальний рейтинг | Фінал ATP 2011 — фінальний рейтинг                | Фінал ATP 2011 — фінальний рейтинг | Фінал ATP 2011 — фінальний рейтинг | Фінал ATP 2011 — фінальний рейтинг | Фінал ATP 2011 — фінальний рейтинг |
| #                                  | Пара                                              | Очки                               | Турн.                              | '10                                | '10→'11                            |
| ---------------------------------- | ------------------------------------------------- | ---------------------------------- | ---------------------------------- | ---------------------------------- | ---------------------------------- |
| 1                                  | Боб Браян (USA) Майк Браян (USA)                  | 10,410                             | 24                                 | 1                                  | ▬                                  |
| 2                                  | Максим Мирний (BLR) Деніел Нестор (CAN)           | 8,480                              | 23                                 | –                                  | ▲ NR                               |
| 3                                  | Мікаель Льодра (FRA) Ненад Зімоньїч (SRB)         | 7,500                              | 20                                 | –                                  | ▲ NR                               |
| 4                                  | Магеш Бгупаті (IND) Леандер Паес (IND)            | 5,170                              | 16                                 | 223                                | ▲ 219                              |
| 5                                  | Роган Бопанна (IND) Айсам-уль-Хак Куреші (PAK)    | 4,650                              | 27                                 | 8                                  | ▲ 3                                |
| 6                                  | Роберт Ліндстедт (SWE) Горія Текеу (ROU)          | 4,240                              | 24                                 | 11                                 | ▲ 5                                |
| 7                                  | Юрген Мельцер (AUT) Філіпп Пецшнер (GER)          | 4,210                              | 15                                 | 10                                 | ▲ 3                                |
| 8                                  | Маріуш Фирстенберг (POL) Марцін Матковський (POL) | 4,070                              | 26                                 | 4                                  | ▼ 4                                |
| 9                                  | Ерік Буторак (USA) Жан-Жульєн Роєр (AHO)          | 3,150                              | 30                                 | 19                                 | ▲ 10                               |
| 10                                 | Марсело Мело (BRA) Бруно Соарес (BRA)             | 2,345                              | 27                                 | 14                                 | ▲ 4                                |

| Рейтинг на кінець року (26 грудня 2011) | Рейтинг на кінець року (26 грудня 2011) | Рейтинг на кінець року (26 грудня 2011) | Рейтинг на кінець року (26 грудня 2011) | Рейтинг на кінець року (26 грудня 2011) | Рейтинг на кінець року (26 грудня 2011) | Рейтинг на кінець року (26 грудня 2011) | Рейтинг на кінець року (26 грудня 2011) |
| #                                       | Гравець                                 | Очки                                    | Турн                                    | '10                                     | Макс                                    | Мін                                     | '10→'11                                 |
| --------------------------------------- | --------------------------------------- | --------------------------------------- | --------------------------------------- | --------------------------------------- | --------------------------------------- | --------------------------------------- | --------------------------------------- |
| 1                                       | Боб Браян (USA)                         | 9,920                                   | 24                                      | 1T                                      | 1T                                      | 1T                                      | ▬                                       |
| =                                       | Майк Браян (USA)                        | 9,920                                   | 24                                      | 1T                                      | 1T                                      | 1T                                      | ▬                                       |
| 3                                       | Максим Мирний (BLR)                     | 8,210                                   | 23                                      | 7                                       | 3                                       | 7                                       | ▲ 4                                     |
| =                                       | Деніел Нестор (CAN)                     | 8,210                                   | 24                                      | 3T                                      | 3                                       | 5T                                      | ▬                                       |
| 5                                       | Мікаель Льодра (FRA)                    | 7,500                                   | 21                                      | 29                                      | 3                                       | 29                                      | ▲ 24                                    |
| 6                                       | Ненад Зімоньїч (SRB)                    | 7,500                                   | 25                                      | 3T                                      | 3                                       | 6                                       | ▼ 3                                     |
| 7                                       | Магеш Бгупаті (IND)                     | 5,270                                   | 20                                      | 6                                       | 5                                       | 7                                       | ▼ 1                                     |
| 8                                       | Леандер Паес (IND)                      | 5,170                                   | 17                                      | 5                                       | 5                                       | 11                                      | ▼ 3                                     |
| 9                                       | Айсам-уль-Хак Куреші (PAK)              | 4,720                                   | 29                                      | 18                                      | 8                                       | 20                                      | ▲ 9                                     |
| 10                                      | Філіпп Пецшнер (GER)                    | 4,605                                   | 29                                      | 20                                      | 9                                       | 26                                      | ▲ 10                                    |
| 11                                      | Роган Бопанна (IND)                     | 4,560                                   | 28                                      | 16                                      | 9                                       | 19                                      | ▲ 5                                     |
| 12                                      | Горія Текеу (ROU)                       | 4,310                                   | 30                                      | 19                                      | 9                                       | 22                                      | ▲ 7                                     |
| 13                                      | Юрген Мельцер (AUT)                     | 4,260                                   | 19                                      | 8                                       | 7                                       | 16                                      | ▼ 5                                     |
| 14                                      | Марцін Матковський (POL)                | 4,195                                   | 27                                      | 12T                                     | 9                                       | 15T                                     | ▲ 2                                     |
| =                                       | Маріуш Фирстенберг (POL)                | 4,195                                   | 27                                      | 12T                                     | 10                                      | 16                                      | ▲ 2                                     |
| 16                                      | Роберт Ліндстедт (SWE)                  | 3,910                                   | 26                                      | 21                                      | 12                                      | 22                                      | ▲ 5                                     |
| 17                                      | Олівер Марах (AUT)                      | 3,100                                   | 30                                      | 11                                      | 9                                       | 18                                      | ▼ 6                                     |
| 18                                      | Александер Пея (AUT)                    | 2,890                                   | 31                                      | 103                                     | 18                                      | 103                                     | ▲ 85                                    |
| 19                                      | Бруно Соарес (BRA)                      | 2,840                                   | 32                                      | 35                                      | 19                                      | 38                                      | ▲ 16                                    |
| 20                                      | Ерік Буторак (USA)                      | 2,700                                   | 30                                      | 36                                      | 17T                                     | 36                                      | ▲ 16                                    |
| =                                       | Жан-Жульєн Роєр (AHO)                   | 2,700                                   | 30                                      | 41                                      | 17                                      | 41                                      | ▲ 21                                    |

### Нарахування очок
| Категорія                     | W           | F          | ПФ        | ЧФ                                                                                            | R16                                                                                           | R32                                                                                           | R64                                                                                           | R128                                                                                          | Q                                                                                             | К3р                                                                                           | К2р                                                                                           | К1р                                                                                           |
| Турніри Великого шлему (128S) | 2000        | 1200       | 720       | 360                                                                                           | 180                                                                                           | 90                                                                                            | 45                                                                                            | 10                                                                                            | 25                                                                                            | 16                                                                                            | 8                                                                                             | 0                                                                                             |
| Турніри Великого шлему (64D)  | 2000        | 1200       | 720       | 360                                                                                           | 180                                                                                           | 90                                                                                            | 0                                                                                             | –                                                                                             | 25                                                                                            | –                                                                                             | 0                                                                                             | 0                                                                                             |
| Фінал ATP (8S/8D)             | 1500^ 1100m | 1000^ 600m | 600^ 200m | 200 за перемогу в круговому турнірі, +400 за перемогу в півфіналі, +500 за перемогу у фіналі. | 200 за перемогу в круговому турнірі, +400 за перемогу в півфіналі, +500 за перемогу у фіналі. | 200 за перемогу в круговому турнірі, +400 за перемогу в півфіналі, +500 за перемогу у фіналі. | 200 за перемогу в круговому турнірі, +400 за перемогу в півфіналі, +500 за перемогу у фіналі. | 200 за перемогу в круговому турнірі, +400 за перемогу в півфіналі, +500 за перемогу у фіналі. | 200 за перемогу в круговому турнірі, +400 за перемогу в півфіналі, +500 за перемогу у фіналі. | 200 за перемогу в круговому турнірі, +400 за перемогу в півфіналі, +500 за перемогу у фіналі. | 200 за перемогу в круговому турнірі, +400 за перемогу в півфіналі, +500 за перемогу у фіналі. | 200 за перемогу в круговому турнірі, +400 за перемогу в півфіналі, +500 за перемогу у фіналі. |
| Тур ATP Мастерс (96S)         | 1000        | 600        | 360       | 180                                                                                           | 90                                                                                            | 45                                                                                            | 25                                                                                            | 10                                                                                            | 16                                                                                            | –                                                                                             | 8                                                                                             | 0                                                                                             |
| Тур ATP Мастерс (56S/48S)     | 1000        | 600        | 360       | 180                                                                                           | 90                                                                                            | 45                                                                                            | 10                                                                                            | –                                                                                             | 25                                                                                            | –                                                                                             | 16                                                                                            | 0                                                                                             |
| Тур ATP Мастерс (32D)         | 1000        | 600        | 360       | 180                                                                                           | 90                                                                                            | 0                                                                                             | –                                                                                             | –                                                                                             | –                                                                                             | –                                                                                             | –                                                                                             | –                                                                                             |
| Тур ATP 500 (48S)             | 500         | 300        | 180       | 90                                                                                            | 45                                                                                            | 20                                                                                            | 0                                                                                             | –                                                                                             | 10                                                                                            | –                                                                                             | 4                                                                                             | 0                                                                                             |
| Тур ATP 500 (32S)             | 500         | 300        | 180       | 90                                                                                            | 45                                                                                            | 0                                                                                             | –                                                                                             | –                                                                                             | 20                                                                                            | –                                                                                             | 10                                                                                            | 0                                                                                             |
| Тур ATP 500 (16D)             | 500         | 300        | 180       | 90                                                                                            | 0                                                                                             | –                                                                                             | –                                                                                             | –                                                                                             | 45                                                                                            | –                                                                                             | 25                                                                                            | 0                                                                                             |
| Тур ATP 250 (48S)             | 250         | 150        | 90        | 45                                                                                            | 20                                                                                            | 10                                                                                            | 0                                                                                             | –                                                                                             | 5                                                                                             | –                                                                                             | 3                                                                                             | 0                                                                                             |
| Тур ATP 250 (32S/28S)         | 250         | 150        | 90        | 45                                                                                            | 20                                                                                            | 0                                                                                             | –                                                                                             | –                                                                                             | 12                                                                                            | –                                                                                             | 6                                                                                             | 0                                                                                             |
| Тур ATP 250 (16D)             | 250         | 150        | 90        | 45                                                                                            | 0                                                                                             | –                                                                                             | –                                                                                             | –                                                                                             | –                                                                                             | –                                                                                             | –                                                                                             | –                                                                                             |

## Завершили кар'єру

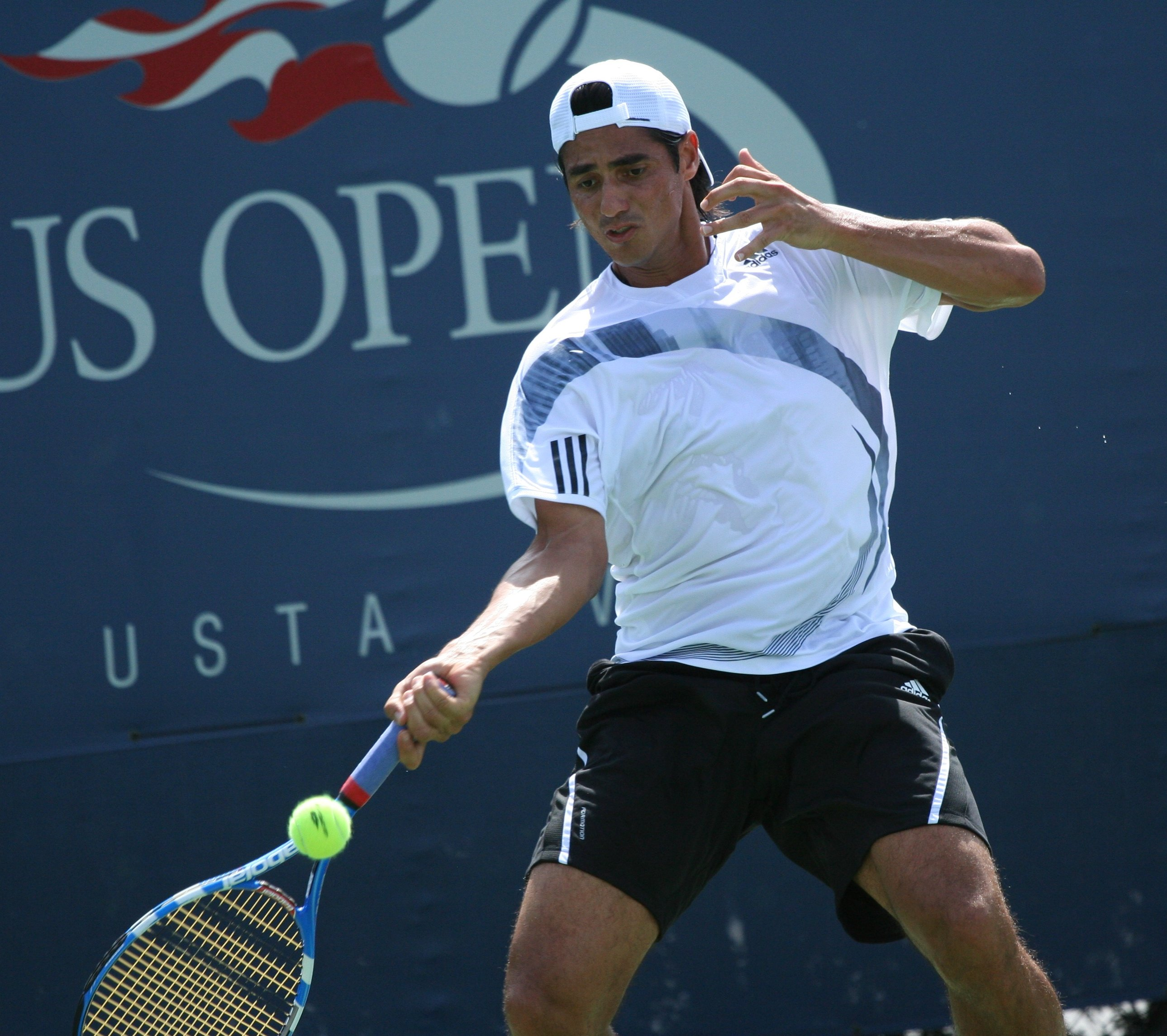
Ніколас Лапентті ended the 1999 season in the top 10, after making the ●.

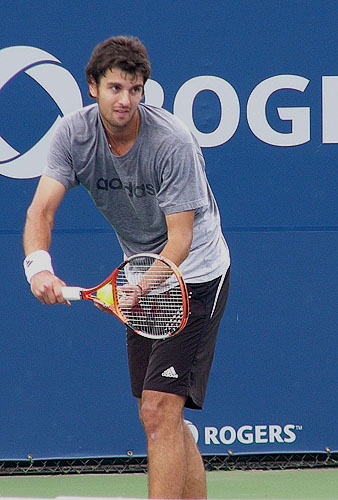
Маріо Анчич won the bronze medal at the 2004 Athens Olympics doubles event with fellow Хорватіяn Іван Любичич.

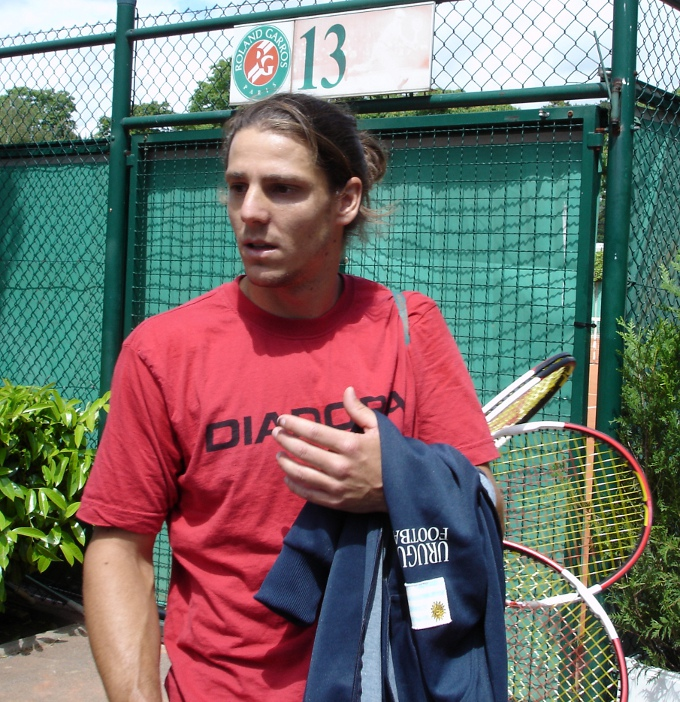
Гастон Гаудіо is the only player to have won a Grand Slam титул (the 2004 French Open) saving match points in the final.

Following is a list of notable players (winners of a main tour титул, and/or part of the Рейтинг ATP top 100 (singles) or top 50 (doubles) for at least one week) who announced their retirement from professional tennis, became inactive (after not playing for more than 52 weeks), or were permanently banned from playing, during the 2011 season:
- Їв Аллегро
- Маріо Анчич
- Сімон Аспелін
- Маркуш Даніел
- Ешлі Фішер
- Гастон Гаудіо
- Оскар Ернандес
- Йоахім Йоханссон
- Штефан Коубек
- Ніколас Лапентті
- Харел Леві
- Веслі Муді
- Томас Мустер
- Вінс Спейдія
- Крістоф Вліген

## Відновили кар'єру
- Горан Іванишевич
- Якко Елтінг